# 澤野弘之の作品一覧
澤野弘之の作品一覧（さわのひろゆきのさくひんいちらん）は、日本の作曲家・編曲家・作詞家である澤野弘之が作曲・編曲・作詞を手掛けた楽曲の一覧である（発売済みの楽曲のみ掲載）。
なお、小一覧の各曲名に付記された数字は単に曲数を表すものであり、収録曲番号を表すものではないことには留意されたい。
また、小一覧内では他者の楽曲はあらかじめ記載を省くと共に、各楽曲の作曲、編曲の担当も澤野単独の場合は表記省略し、他者との共同編集楽曲で記する場合のみ注記した。

## 2004年

### MOON-月亮心-
2004年5月26日発売のチェン・ミンのアルバム『MOON-月亮心-』（全11曲）にて1曲、「feel the moon」の作曲を担当。

### FALL IN LOVE
2004年11月25日発売のリナ・パークのシングル『FALL IN LOVE』（全5曲）にてインストゥルメンタルを含む4曲、「FALL IN LOVE」「月 〜FALL IN LOVE Korean Version〜」「This Love 〜FALL IN LOVE English Version〜」の作曲を担当。

## 2005年

### 恋衣
2005年11月9日発売のチェン・ミンのアルバム『恋衣』（全11曲）にて1曲、「風のDIVA」の作曲・ストリングス編曲を担当。

### box universe
2005年12月17日発売の鈴村健一のアルバム『box universe』（全10曲）にて2曲、「Cal」「いぬ」の作曲を担当。

## 2006年

### シェフ
2006年1月25日発売の工藤慎太郎のシングル『シェフ』（全5曲）にて2曲、表題曲「シェフ」の編曲を担当。

### Ns'あおい
2006年1月から3月まで放映されたTVドラマ『Ns'あおい』にて福島祐子と共に音楽を担当し、作曲・編曲を手掛けた10曲が2月22日発売のアルバム『Ns’あおいオリジナル・サウンドトラック』（全25曲）に収録された。
1. 「determination」
2. 「Habit」
3. 「pride」
4. 「Limit」
5. 「black overall」
6. 「not at all」
7. 「Habit <flute ver.>」
8. 「pride <guitar & strings quartet ver.>」
9. 「determination <piano & strings quartet ver.>」
10. 「Destination」 - 編曲

### RECキャラクターソング
2006年2月から3月まで放映されたTVアニメーション『REC』のキャラクターソングアルバムとして3月24日に発売されたアルバム『REC キャラクターソング』（全12曲）にて1曲、さかいかな（恩田赤）が歌う「小さな銀河」の作曲・編曲を担当。

### 牙狼<GARO>
2005年10月から2006年3月まで放映されたTVドラマ『牙狼<GARO>』に音楽担当の一人として参加、作曲・編曲を手掛けた11曲が2006年4月26日発売のアルバム『牙狼-GARO-音楽集』（全53曲）に収録された。
1. 「禁断の戦い」
2. 「危機」
3. 「真魔界突入」
4. 「陰我消滅の晩」
5. 「暗黒騎士」
6. 「掴み取った愛」 - 編曲
7. 「守りし者として」 - 編曲
8. 「暗黒へ向かう者」
9. 「信じ合う心」
10. 「大魔導陣の激闘」
11. 「英霊」 - 編曲

### Catch a Wave
2006年4月公開の映画『Catch a Wave』にてDEPAPEPE、中村タイチと共に音楽を担当し、作曲・編曲を手掛けた6曲が5月24日発売のアルバム『映画「キャッチ・ア・ウェーブ」オリジナル・サウンドトラック』（全13曲）に収録された。
1. 「Catch a Waveのテーマ」 - 編曲
2. 「Dreams」 - 共同編曲
3. 「祈り」 - 編曲
4. 「ひと夏の恋」 - 共同編曲
5. 「Surf Battle」 - 共同作曲/編曲
6. 「Take Off」 - 編曲

### 医龍 Team Medical Dragon
2006年4月から6月まで放映されたTVドラマ『医龍 Team Medical Dragon』（第1期）にて河野伸と共に音楽を担当し、作曲・編曲を手掛けた20曲が6月7日発売のアルバム『医龍 Team Medical Dragon オリジナル・サウンドトラック』（全22曲）に収録された。
1. 「Blue Dragon」
2. 「pain」
3. 「Red Dragon」
4. 「grimace」
5. 「Walea」
6. 「SPIKE」（RxCx...ALL STARS）
7. 「Rin」（河合夕子 / AYAKO）
8. 「sifle a yawn」
9. 「Tu-Ru-La」（河合夕子 / 仁科かおり）
10. 「Blue Dragon <piano & guitar Ver>」
11. 「Tide Over」
12. 「Lie & Truth」
13. 「unnecessary words」
14. 「disturb」
15. 「Kahiwa」
16. 「cross」（河合夕子）
17. 「pain <piano solo Ver.>」
18. 「spirit」
19. 「Aesthetic」（関山藍果）
20. 「Believe <Instrumental>」 - 編曲

### Summer Days〜サマーデイズ〜
2006年6月に発売されたPCゲーム『Summer Days〜サマーデイズ〜』の、6月23日発売のアルバム『「Summer Days〜サマーデイズ〜」オリジナルサウンドトラック』（全31曲）にて1曲、栗林みな実が歌う主題歌「海から始まる物語」の編曲を担当。

### Soul Link
2006年4月から6月まで放映されたTVアニメーション『Soul Link』にて作曲・編曲を手掛けた35曲が8月9日発売のアルバム『「Soul Link The Animation」 オリジナル・サウンドトラック』（全37曲）に収録された。
1. 「CRISIS」
2. 「方舟」
3. 「共和」
4. 「for you」
5. 「ハララクス」
6. 「Accident」
7. 「Rival」
8. 「鎖された真実」
9. 「for you <Gt.Ver.>」
10. 「Love Theme」
11. 「レクイエム」
12. 「削られた記憶」
13. 「Danger」
14. 「Fight a Hard Battle」
15. 「あたたかい声」
16. 「Mr.MORIMOTO」
17. 「夕星」
18. 「Cheer up!」
19. 「止まった時計」
20. 「陰謀」
21. 「Mission」
22. 「go in」
23. 「screaming <Instrument Ver.>」 - 編曲
24. 「すれちがい」
25. 「for you <オルゴール Ver.>」
26. 「MURDER」
27. 「沈黙の闇」
28. 「スキュラ」
29. 「despair」
30. 「CELLARIA」
31. 「クリスタル」
32. 「眼光」
33. 「暁光」
34. 「white AIR」
35. 「レクイエム <Piano Solo Ver.>」

### 劉亦菲 / All My Words
2006年8月31日発売のイーフェイの中国盤アルバム『劉亦菲』（全10曲）にて1曲、「幸運草」の作編曲を担当。
また9月6日発売の日本語盤アルバム『All My Words』（全12曲）にて1曲、「月の夜」の作編曲を担当。

### タイヨウのうた
2006年7月より放映のTVドラマ『タイヨウのうた』にて作曲・編曲を手掛けた全19曲が9月13日発売のアルバム『タイヨウのうた』オリジナル・サウンドトラックに収録された。
1. 「from sunset to sunrise」
2. 「back in the sun」（永村かおる / 河合夕子）
3. 「SURFBOARD」
4. 「breeze」
5. 「STARY」
6. 「sea shore」
7. 「nervous」
8. 「BLOWIN'」
9. 「from sunset to sunrise
<piano & strings ver.>」（永村かおる / 河合夕子）
10. 「bloom」（永村かおる / 河合夕子）
11. 「splash」
12. 「hook」
13. 「unbalance」
14. 「in hurry」
15. 「BLOWIN' <piano & strings ver.>」
16. 「bloom <piano & strings quartet ver.>」
17. 「Light & Love」
18. 「from sunset to sunrise <guitar ver.>」
19. 「タイヨウのうた <strings ver.>」 - 編曲

### 夜明け前より瑠璃色な Crescent Love（先行シングル）
2006年10月から12月まで放送されたTVアニメーション『夜明け前より瑠璃色な Crescent Love』にて大藤史の歌うオープニングテーマ「前奏曲(プレリュード) -We are not alone-」を作曲、作曲家の和田貴史と共同で編曲し、11月8日にシングル『前奏曲 -We are not alone-』（全5曲）として発売。
また、生天目仁美の歌うエンディングテーマのカップリング（第9話・第12話 挿入歌）「今を抱きしめて」を作曲・編曲し、11月22日にシングル『Crescent Love〜月のなみだ〜』（全4曲）として発売。
なお、翌年1月26日発売の同作サウンドトラックに、既存の3曲に加え作曲・編曲を手掛けた24曲が新たに収録されている。
シングル「前奏曲(プレリュード) -We are not alone-」
1. 「前奏曲(プレリュード) -We are not alone-」（大藤史） - 共同編曲
2. 同曲「symphonic version」
3. 同曲「chorus version」（河合夕子）
4. 同曲「piano version」
5. 同曲「instrumental」 - 共同編曲

シングル「Crescent Love〜月のなみだ〜」
1. 「今を抱きしめて」（フィーナ・ファム・アーシュライト（生天目仁美））
2. 同曲「Instrumental」

## 2007年

### 声をなくしても
2007年1月10日発売の工藤慎太郎のシングル『声をなくしても』（全3曲）にてインストゥルメンタルを含む2曲、表題曲の「声をなくしても」の編曲を担当。

### 夜明け前より瑠璃色な Crescent Love（アルバム）
前年放映のTVアニメーション『夜明け前より瑠璃色な Crescent Love』（全28曲）のオリジナル・サウンドトラックが2007年1月26日に発売され、作編曲を手掛けた既存の3曲と新規の24曲を合計した27曲が収録された。
1. 「前奏曲 -We are not alone- TV size version」（大藤史）
2. 「オイディプス戦争」
3. 「前奏曲 -We are not alone- symphonic version」※再収録
4. 「麻衣のエチュード」
5. 「トラットリアへようこそ!」
6. 「前奏曲 -We are not alone- chorus version」（河合夕子）※再収録
7. 「今を抱きしめて piano & sax version」
8. 「お姫様がやってきた!」
9. 「フィーナの微笑み」
10. 「波音が呼んでいる!」
11. 「愉快な仲間達」
12. 「潜入のテーマ」
13. 「前奏曲 -We are not alone- piano version」※再収録
14. 「お姫様に迫る影」（河合夕子）
15. 「不穏なる許婚」
16. 「運命の瞬間」
17. 「忍び寄るもの」
18. 「宿命の舞台へ」（河合夕子）
19. 「揺れ動く想い」
20. 「今を抱きしめて harp version」
21. 「月を見上げながら…」
22. 「自由への逃走」
23. 「反撃開始〜 「前奏曲 -We are not alone-」より」
24. 「そして闘いへ」
25. 「愛するものを守るため」
26. 「前奏曲 -We are not alone- sax version」
27. 「祝福の日 〜瑠璃色の空の下で〜」（河合夕子）

### 祈り 〜two as one〜
2007年2月14日発売のチェン・ミンのシングル『祈り 〜two as one〜』（全3曲）にて1曲、「grief 〜跨越悲傷〜」の作曲・編曲を担当。

### 牙狼<GARO>スペシャル 〜白夜の魔獣〜
特撮テレビドラマ作品『牙狼<GARO>』のスペシャル特番として2006年12月に放送された『牙狼<GARO>スペシャル 〜白夜の魔獣〜』に音楽担当の一人として参加、作曲・編曲を手掛けた8曲が2007年2月23日発売のアルバム『牙狼<GARO>スペシャル 〜白夜の魔獣〜音楽集』に収録された。このアルバムは、DVDにOSTが付いた限定セットとして「.ANIME (現バンダイビジュアル)」の通販のみで販売された。
1. 「鋼牙」
2. 「焔の黄金騎士」
3. 「悲しみを乗り越えて」
4. 「翼 -天空の覇者-」
5. 「白夜騎士」 - 共同作編曲
6. 「決戦」
7. 「大逆転」 - 共同作編曲
8. 「RIN」

### 東京タワー オカンとボクと、時々、オトン
2007年1月から3月まで放映されたTVドラマ『東京タワー オカンとボクと、時々、オトン〜』にて河野伸と共に音楽を担当し、作曲・編曲を担当した18曲が3月7日発売のアルバム『「東京タワー オカンとボクと、時々、オトン」オリジナル・サウンドトラック』（全20曲）に収録された。
1. 「motherhood 〜me & my mom〜
<Main Theme>」（河合夕子 / 仁科かおり）
2. 「Tang」（仁科かおり）
3. 「Sometimes O・T・O・N」
4. 「classic or rock」
5. 「Dear My Home Town <Guitar Ver.>」（河合夕子）
6. 「passive days」
7. 「troublemaker」
8. 「Boo-Boo-Booing」
9. 「Yah-Guitar Man」
10. 「loosing the word」（河合夕子）
11. 「sophisticated love <Strings Ver.>」
12. 「Theatre of Okan & Oton」
13. 「Tang <Okan & Boku Ver.>」
14. 「cry」
15. 「sophisticated love」（河合夕子 / 仁科かおり）
16. 「Dear My Home Town」
17. 「motherhood 〜me & my mom〜 <Vocal Ver.>」（関山藍果）
18. 「蕾 <Instrumental>」 - 編曲

### 前奏曲(プレリュード) -We are not alone-Piano Fragrance
2007年4月25日発売の大藤史のセルフカヴァーアルバム『前奏曲(プレリュード) -We are not alone-Piano Fragrance』（全6曲）にて1曲、作編曲を担当した「前奏曲 -We are not alone-」のアレンジ、「前奏曲 -We are not alone- ピアノ弾語りVersion」及びインストゥルメンタルが収録された。
同曲のワンコーラスが、2007年5月25日発売のDVD『夜明け前より瑠璃色な Crescent Love VOL.6』映像特典、「達哉とフィーナ・愛の前奏曲」に使用された。

### BEGINNING OF THE ROAD
2007年4月25日発売のDEPAPEPEのアルバム『BEGINNING OF THE ROAD 〜collection of early songs〜』（全13曲）にて1曲、「THIS WAY B.O.R. ver.」の編曲を共同で担当。

### 孤独の賭け〜愛しき人よ〜
2007年4月から6月まで放映されたTVドラマ『孤独の賭け〜愛しき人よ〜』にて作曲・編曲を手掛けた全22曲が6月6日発売のアルバム『「孤独の賭け 〜愛しき人よ〜」オリジナル・サウンドトラック』に収録された。
1. 「BLOOD 〜Main Theme〜」
2. 「VENOMOUS」
3. 「gravity」
4. 「Big Break」
5. 「plot」
6. 「Thousand Seeds」
7. 「out & out」（河合夕子）
8. 「BLOOD <sax & strings ver.>」
9. 「BET」
10. 「stillness」
11. 「SURVIVE」
12. 「Rising Moon」
13. 「gravity <piano solo ver.>」
14. 「dense fog」
15. 「beyond the time」（河合夕子）
16. 「Beckon」
17. 「Thousand Seeds <violin & cello ver.>」
18. 「BLOOD <flugelforn & strings ver.>」
19. 「Rising Moon <piano & quartet ver.>」
20. 「Climb to the Top」
21. 「alone」
22. 「孤独のカケラ <violin & piano solo ver.>」 - 編曲

### ZOMBIE-LOAN
2007年夏期放送のTVアニメーション『ZOMBIE-LOAN』にて作編曲を手掛けた全39曲が9月19日発売のアルバム『ゾンビローン オリジナル・サウンドトラック』に収録された。
ゾンビローン オリジナル・サウンドトラック
1. 「Main Theme」
2. 「カルメラ」
3. 「ZOMBIE」
4. 「Solitary Serenade」（関山藍果）
5. 「Wall of Fog」
6. 「BUTTERFLY」（宮代直美）
7. 「read a riddle」
8. 「董奉」（宮代直美）
9. 「A-LOAN」
10. 「Horror」
11. 「輪」
12. 「終わりなき闇」
13. 「鼈甲」（河合夕子）
14. 「Z」
15. 「battle field」
16. 「REAPER」（河合夕子）
17. 「Shito & Chika」
18. 「confront」
19. 「get into a jam」
20. 「Confinement」
21. 「insanity」
22. 「陽射」
23. 「Pa-Si-Ri」
24. 「transparent」
25. 「Good Friend?」
26. 「Powder」
27. 「Live or Dead」
28. 「灰色の霧」
29. 「アンデッド」
30. 「アーク」
31. 「Michiru」
32. 「緊迫」
33. 「Main Theme 〜strings ver.〜」
34. 「側にある死」
35. 「scare」
36. 「nightmare」
37. 「涙」
38. 「breathe one's last」（河合夕子）
39. 「cruel」

なお、同日発売の同作キャラクターソング集である『アニメ「ゾンビローン」キャラクター・アルバム』（全9曲）のうち桑島法子らが歌う4曲の作曲・編曲も担当している。
アニメ「ゾンビローン」キャラクター・アルバム
1. 「Save Your Soul」（紀多みちる（桑島法子）） - 作曲
2. 「Don't love me★baby」（芝怜一朗（諏訪部順一））
3. 「Another sky」（赤月知佳（鈴村健一））
4. 「Survive」（赤月知佳（鈴村健一） / 橘思徒（櫻井孝宏））- 作曲

### 愛でいこうぜ！
2007年9月19日発売の工藤慎太郎のアルバム『愛でいこうぜ！』（全9曲）にて2曲、「Squall」「空白の月」の編曲を担当。

### 機神大戦ギガンティック・フォーミュラ
2007年4月から9月まで放映されたTVアニメーション『機神大戦ギガンティック・フォーミュラ』にて音楽を担当し、作編曲を手掛けた28曲が10月3日発売のアルバム『機神大戦ギガンティック・フォーミュラ オリジナル・サウンドトラック』（全30曲）に収録された。
また、11月21日発売のアルバム『機神大戦ギガンティック・フォーミュラ オリジナル・サウンドトラック Vol.2』（全32曲）にも作編曲を手掛けた31曲が収録されている。
機神大戦ギガンティック・フォーミュラ オリジナル・サウンドトラック（10月3日発売）
1. 「WWW〜赤道の冬」
2. 「MAIN THEME」
3. 「Practical Base」
4. 「UN」
5. 「EM-cloud」
6. 「兆し」
7. 「覚醒」
8. 「Translator」
9. 「影」
10. 「waning moon」
11. 「BRAVE」
12. 「戦闘」
13. 「Theme of MANA」
14. 「閃光」（河合夕子）
15. 「Theme of SHINGO」
16. 「Okutamada-Princess」
17. 「LEGEND」
18. 「ユーノワVIII 〜アルゴスの百目」
19. 「Out Break」
20. 「destroyer」
21. 「信頼」
22. 「Ring」
23. 「JUPITAR II」
24. 「darkness & blaze」
25. 「ブレイクタイム」
26. 「Gigantic Formula」
27. 「記憶」
28. 「希望」（河合夕子）

機神大戦ギガンティック・フォーミュラ オリジナルサウンド・トラックVol.2（11月21日発売）
1. 「Theme of MANA <cello & piano ver.>」
2. 「機神」
3. 「bravery」
4. 「眩惑」
5. 「Heaven only knows 〜オニクス13〜」
6. 「離別」
7. 「覚悟」
8. 「スサノオ十式」
9. 「energy crisis」
10. 「意思」
11. 「劣勢」
12. 「white tone」
13. 「絆」
14. 「巨神頭像」
15. 「G-F」
16. 「予感」
17. 「Thirteenth God」
18. 「郷愁」
19. 「恋心」
20. 「main theme <strings ver.>」
21. 「疑念」
22. 「ENEMY」
23. 「for you」
24. 「Backyard」
25. 「共鳴」
26. 「main theme <piano ver.>」
27. 「終幕」
28. 「模擬戦」
29. 「HI-KA-RI」
30. 「摩擦」
31. 「MAIN THEME <ver. 0>」

### 自虐の詩
2007年10月公開の日本映画『自虐の詩』にて音楽を担当し、作編曲を手掛けた全17曲が10月24日発売のアルバム『自虐の詩オリジナル・サウンドトラック』に収録された。
1. 「自虐の詩」
2. 「ALL IN ALL」
3. 「Passionate Tango」
4. 「the ups and downs of Life」
5. 「自虐の人」
6. 「幸せになれますように」
7. 「nocturne」
8. 「自虐の街」
9. 「OVERTURN-GO」
10. 「心の声」
11. 「自虐の音」
12. 「近くにいても、遠くにいても、嬉しい時も、悲しい時も...」
13. 「気仙沼牛乳」
14. 「自虐の家」
15. 「poor & pure」
16. 「nocturne 〜reprise〜」
17. 「I love you」（関山藍果）

### 医龍 Team Medical Dragon 2
2007年放映の『医龍 Team Medical Dragon 2』にて作曲家の河野伸と共に引き続き音楽を担当し、再収録の「Aesthetic」を含む作曲・編曲を手掛けた20曲が11月28日発売のアルバム『「医龍 Team Medical Dragon 2」オリジナル・サウンドトラック』（全22曲）に収録された。
1. 「DRAGON RISES」
2. 「BLUE DRAGON <'07 ver.>」
3. 「Engel und Teufel」
4. 「Feind oder Freund」
5. 「Intrigant」
6. 「entlassen」
7. 「In The Box」
8. 「thick tone」
9. 「spirit <strings ver.>」
10. 「RED DRAGON <'07 ver.>」
11. 「Aesthetic」（関山藍果）※再収録
12. 「Battle with silence」
13. 「OUT BALANCE」
14. 「Eugel und Teufel <piano & cello ver.>」
15. 「psychological warfare」
16. 「BLACk SMILe」
17. 「spirit <guitar ver.>」
18. 「Northern Sea」
19. 「BLUE DRAGON <strings ver.>」（関山藍果）
20. 「ONE <soundtrack ver.>」 - 編曲

### FUNFAIR
2007年11月28日発売のRip Slymeのアルバム『FUNFAIR』（全15曲）にて1曲、「流れの中で」のピアノ演奏を担当。

## 2008年

### 陰日向に咲く
2008年1月公開の日本映画「陰日向に咲く」にて音楽を担当し、作編曲を手掛けた全24曲が1月23日発売のアルバム『陰日向に咲く オリジナル・サウンドトラック』に収録された。
1. 「iN thE suN」（河合夕子）
2. 「陰日向の人々」
3. 「O-T@-KU」
4. 「flower」
5. 「iN AsakusA」
6. 「Poooo-$」
7. 「初恋」
8. 「もも缶」
9. 「FEVER!?」
10. 「kiss the flower」
11. 「Reunion」
12. 「オレです…」
13. 「http://www.doroko.com」
14. 「awkward」（原口由加子）
15. 「ゆうすけさんへ」
16. 「Yearn for Moses」
17. 「NARUKO and RAITA」
18. 「Lost My Mother」
19. 「Umbrella」（河合夕子）
20. 「jupiter」
21. 「After The Rain」
22. 「拝啓、僕のアイドル様。」
23. 「charm」
24. 「My Way Home」（原口由加子）

### 貧乏男子 ボンビーメン
2008年1月から3月まで放映されたTVドラマ「貧乏男子 ボンビーメン」にて音楽を担当し、作曲・編曲を手掛けた全21曲が2月27日発売のアルバム『貧乏男子 オリジナル・サウンドトラック』に収録された。
1. 「Back to the Starting Point」
2. 「BOMB BEE MEN!」
3. 「friends」
4. 「a sLicE oF LiFE」
5. 「OUTLAW」
6. 「OmuOmu Theme」
7. 「The man who is in great request」
8. 「OmuOmu-Blues」
9. 「DECISION」
10. 「life's tapestry」
11. 「SONIC BOOM」
12. 「A.I.R-K.I.C.K.-Y.A.H.!!」
13. 「money < heart ??」
14. 「friends <guitar version>」
15. 「debt」
16. 「That's All Right!?!」
17. 「TAKE A DARE」
18. 「life's tapestry <piano version>」
19. 「mjyu」
20. 「Back to the Starting Point <sax and strings version>」
21. 「モノクローム <soundtrack version>」 - 編曲

### 遥花〜はるか〜
2008年2月13日に発売されたmelody.の11枚目のシングル『遥花〜はるか〜』（全4曲）にて1曲、「That's The Way It Is」のストリングス編曲を担当。

### Together
2008年2月27日に発売された小松優一のシングル『Together』（全4曲）にて「Together」「Wish」の編曲を担当。
「Together」は、映画「ポストマン」主題歌となっています。

### STAY or SHINE
2008年3月19日発売のSkoop On Somebodyのアルバム『STAY or SHINE』（全14曲）にて1曲、「To You」の編曲を担当。

### 千の風になって〜一期一会〜
2008年4月2日に発売された秋川雅史のアルバム『千の風になって〜一期一会〜』（全13曲）にて2曲、「長崎の鐘」「鼓動」の編曲を担当。
「鼓動」は、新春ワイド時代劇『徳川風雲録 八代将軍吉宗』主題歌となっています。

### HAVE A NICE DAY
2008年4月9日発売の小松優一のアルバム『HAVE A NICE DAY』（全11曲）にてシングルで発売された「Together」を含む5曲の編曲を担当。
1. 「桜時計」 - 編曲
2. 「Have A Nice Day!!」 - 編曲
3. 「Little Wing」 - 編曲
4. 「Together」 - 編曲
5. 「ついておいで」 - 編曲

### ハチワンダイバー
2008年5月から7月まで放映されたTVドラマ『ハチワンダイバー』にて音楽を担当し、作編曲を手掛けた全22曲が7月2日発売のアルバム『フジテレビ系土曜ドラマ ハチワンダイバー オリジナル・サウンドトラック』に収録された。
1. 「DIVE」
2. 「81DIVER」
3. 「CHECKMATE」
4. 「BISHOP」
5. 「LANCE」
6. 「ENDGAME」
7. 「GOLD」（大川茂奈美）
8. 「MOVE」
9. 「SILVER」
10. 「KNIGHT」（仁科かおり）
11. 「CHECKMATE <piano & strings version>」
12. 「WHITE」
13. 「PAWN」
14. 「KING」
15. 「ROOK」
16. 「DROP」
17. 「RANK」
18. 「CASTLE」
19. 「BLACK」
20. 「FILE」
21. 「GOLD <strings version>」
22. 「ALL I WANT IS YOU」（井上優弥子）

### 魔王
2008年7月から9月まで放映されてTVドラマ『魔王』にて音楽を担当し、作編曲を手掛けた全22曲が9月10日発売のアルバム『「魔王」オリジナル・サウンドトラック』に収録された。
なお、嵐の歌った主題歌「truth」は担当しておらず、先行シングルとして8月20日に発売されているため、サウンドトラックにも未収録である。
1. 「Schlaflied」（井上優弥子）
2. 「LiVE/EViL」
3. 「BeeLzeBuB」（yassh!!）
4. 「RequieM」
5. 「LuCiFer」
6. 「AstArOth」（河合夕子 / 井上優弥子）
7. 「fLEurEttY」
8. 「pSYCHOMETRy」
9. 「aGaLiaRePT」
10. 「GracE」
11. 「sAtAnAchiA」
12. 「luciFUGE」
13. 「saRgaTaNAs」
14. 「cliché」（大川茂奈美）
15. 「LiVE/EViL (guitar version)」
16. 「gEHENNa」
17. 「GracE (guitar version)」
18. 「neBirOs」
19. 「Oblivion-・Male・Expiation・Nightmare」
20. 「666」
21. 「LiVE/EViL (orchestra version)」
22. 「Schlaflied (chorus version)」（井上優弥子）

### TheサンデーNEXT
2008年10月から2011年3月まで放送された情報番組『TheサンデーNEXT』にて音楽を担当し、作曲・編曲を手掛けたメインテーマ1曲が2009年2月18日発売の日本テレビのコンピレーションアルバム『ベスト・ヒット!日テレ55 [日テレ・スタンダード]』に収録された。

### indigo blue 3 〜magic carpet〜
2008年10月22日発売のindigo blueのアルバム『indigo blue 3 〜magic carpet〜』（全12曲）にて1曲、「PRAY」の編曲を共同で担当。

### プリズナー
2008年11月から12月にかけて放映されたWOWOWの連続ドラマW『プリズナー』にて音楽を担当し、作編曲を手掛けた全20曲が11月12日発売の『プリズナー オリジナル・サウンドトラック』に収録された。
エンディングテーマ曲であるWISEの「Unchain my heart feat.May J.」は収録曲に含まれているが、楽曲担当はしていない。なお、翌2009年4月1日に別途発売されている。
1. 「PRISONER」
2. 「BLACK MARIA」
3. 「ILLEGAL」
4. 「JUDGE」
5. 「JAILBREAK」
6. 「SIGN」
7. 「BETRAYER」
8. 「SERAIVIA」
9. 「DISTRESS」
10. 「TRUST」
11. 「DESPERADO」
12. 「GAME」
13. 「PURSUER」
14. 「SEARCH」
15. 「SIGN <guitar version>」
16. 「SWINDLE」
17. 「SLAYER」
18. 「DISORDER」
19. 「LIFE」（山本結）

### イトシセツナナミダ
2008年11月26日に発売されたPeaky SALTのシングル『イトシセツナナミダ』（全3曲）にて1曲、表題曲「イトシセツナナミダ」のストリングス編曲を担当。
同曲は、ハウス食品『うるおい美率』CMソングとなっています。

## 2009年

### トライアングル
2009年1月から3月まで放映されたTVドラマ『トライアングル』にて林ゆうきと共に音楽を担当し、作編曲を手掛けた10曲が2月25日発売の『トライアングル オリジナル・サウンドトラック』（全19曲）に収録された。
1. 「murder case」（河合夕子）
2. 「tragedy」
3. 「incompetent fool」
4. 「madness」
5. 「tragedy <internal version>」
6. 「ill will」
7. 「acute angle & right angle」
8. 「murder case <Quartet version>」
9. 「scars of love」（Cyua）

### BOSS（第一期）
2009年4月から6月まで放映されたTVドラマ『BOSS』にて林ゆうき、和田貴史と共に音楽を担当し、作編曲を手掛けた6曲が6月3日発売の『「BOSS」オリジナル・サウンドトラック』（全22曲）に収録された。
1. 「BaNG!!」（河合夕子，井上優弥子，Sen，Melo-J，yassh!!）
2. 「80$$」
3. 「Licht」
4. 「GtPfEp」
5. 「violet tone」
6. 「Secret Weakness」（KAKA from THEATRE ACADEMY）

### 戦国BASARA
2009年4月から6月まで放映されたTVアニメーション『戦国BASARA』にて音楽を担当し、作編曲を手掛けた22曲（うち4曲は声優による朗読を加えたもの）が6月10日発売の『TVアニメーション「戦国BASARA」音楽絵巻〜蒼盤 It's Show Time!〜』（全24曲）に、19曲（うち4曲は声優による朗読を加えたもの）が同日発売の『〜紅盤 燃えよ、我が魂！〜』（全21曲）に収録された。
TVアニメーション「戦国BASARA」音楽絵巻〜蒼盤 It's Show Time!〜
1. 「Heaven's Door」
2. 「The Beginning Of The SENGOKU Era」
3. 「ZipangU」
4. 「GYOKURO」
5. 「DARK CLOUD 〜at the end of the road」
6. 「Shut up 〜Go to Hell」
7. 「meditation 〜wander」
8. 「Peaceful Days」
9. 「Luster.」
10. 「mastermind」
11. 「BLAZE 〜Crimson Lotus〜」
12. 「cruel AND unusual」
13. 「RAN」
14. 「stand FACE To face」
15. 「NINJA 〜SAMURAI」
16. 「Critical Heat」
17. 「That's part of being a warrior」
18. 「WA-SA-BI 〜aiyaiyaiya-aiyaiya〜」

TVアニメーション「戦国BASARA」音楽絵巻〜紅盤 燃えよ、我が魂！〜
1. 「胡蝶の夢」
2. 「奥州筆頭」
3. 「戦神覇王」
4. 「鉄拳 〜甲斐の虎より愛を込めて〜」
5. 「水光に映る従夢」
6. 「浮世の習い」
7. 「第六天魔王」
8. 「冷眼下瞰」
9. 「天覇絶槍」
10. 「時は戦国、群雄割拠の時代」
11. 「どこの祭りに行ったか知らねえが、
やけにハッピーな野郎だな 〜笑えないジョークだ」
12. 「華麗なるなんとか」
13. 「蒼天疾駆」
14. 「破敗」
15. 「龍魔 <天下統一絵巻>」

### musica
2009年7月15日に初の単独オリジナルアルバム『musica』（全13曲）が発売された。
なお、関山藍果の歌う「The Moment of Dreams」は2013年にシングルカットされているほか、2013年2月26日発売の「澤野弘之 NHK WORKS」にも収録されている。
2019年8月1日、オフィシャルYouTubeチャンネルで公開されているセルフカバー Studio Liveシリーズ「[-30k]re:tuneS」にて、「fiore」のボーカリストにmizukiとGemieを迎え、SawanoHiroyuki［nZk］［-30k］re:tuneS 『fiore』がショートバージョンで公開された。同曲のフルバージョンは、オフィシャルファンクラブの『SawanoHiroyuki Official Fanclub【-30k】』にて視聴出来る。
1. 「Black & Blue Room」 - ストーリー/作曲/編曲
2. 「fiore」（Cyua） - 作詞/作曲/編曲
3. 「musica」
4. 「The Moment of Dreams」（関山藍果）
5. 「snow」
6. 「sTone」（山本結）
7. 「LUNA」 - 作詞/作曲/編曲
8. 「Blue Dragon (Piano ver.)」
9. 「Voice of Light」（関山藍果）
10. 「SoLa」
11. 「Melancholia」（Aimee Blackschleger / David Whitaker）
12. 「AcE & ArMs」（河合夕子）
13. 「Aesthetic」（関山藍果）

### マイガール
2009年10月から12月まで放映されたTVドラマ『マイガール』にて和田貴史と共に音楽を担当し、作編曲を手掛けた10曲が11月25日発売の『テレビ朝日系「マイガール」オリジナル・サウンドトラック』（全23曲）に収録された。
1. 「mein Madchen」
2. 「Vater」
3. 「Auf Wiedersehen」
4. 「mein Madchen <fur Gitarre>」
5. 「kalte Tranen」
6. 「lose Faden」
7. 「mein Madchen <fur Klavier>」
8. 「Grau」
9. 「mein Madchen <fur Cello>」
10. 「Danke schon」

### ガンダムトリビュート from Lantis
2009年12月9日に発売されたガンダムトリビュートアルバム『ガンダムトリビュート from Lantis』（全14曲）にて1曲、美郷あきの歌う「ETERNAL WIND〜ほほえみは光る風の中〜」の編曲を担当。

## 2010年

### 彼岸島
2010年1月に公開された漫画原作の日本映画『彼岸島』にて音楽を担当し、作編曲を手掛けた全28曲が配信限定アルバムとして1月6日発売の『映画「彼岸島」オリジナル・サウンドトラック』に収録された。
1. 「Welcome to my Land」
2. 「Versus」
3. 「RAID ON A FORT」
4. 「RAIKI」
5. 「the moment to decide」
6. 「That is HIGANJIMA」
7. 「VAMPIRE」
8. 「Maruta de DON!!」
9. 「good bye my friend」
10. 「Resistant」
11. 「Bloodbath」（mpi / 神棒尚史）
12. 「an ominous silence」
13. 「memory of brother」
14. 「the moment to decide (Gt. ver.)」
15. 「MIYABI Castle」
16. 「seas of blood」
17. 「this is higanjima」
18. 「Time of Trial」
19. 「PON」
20. 「infection」
21. 「one-sided love」
22. 「Nanjaaa!Koryaaa!!!」
23. 「Scheusal」
24. 「Last Vampire」
25. 「to be continue!?」
26. 「Aaa〜Eee〜」
27. 「run away」
28. 「MIYABI」

### and Becoming
2010年1月27日発売の鈴村健一のシングル『and Becoming』（全2曲）にて1曲、「いぬ331」の作曲を担当。

### まっすぐな男
2010年1月から3月まで放映されたTVドラマ『まっすぐな男』にて和田貴史と共に音楽を担当し、作編曲を手掛けた11曲が2月24日発売のアルバム『「まっすぐな男」オリジナル・サウンドトラック』（全22曲）に収録された。
1. 「HONEST」
2. 「♂vs♀」
3. 「♂&♀」（井上優弥子）
4. 「Twisted 女」
5. 「Pfx8」
6. 「HONEST <slow version>」
7. 「De-De DeッDe♪」
8. 「♂&♀ <piano & guitar version>」
9. 「Mo000-DASH!!」
10. 「783」
11. 「Illusion」（小林未郁）
12. 「ストレイト <Original Soundtrack Version>」 - 編曲

### 機動戦士ガンダムUC
2010年2月20日から劇場公開も含むOVAとして作成された『機動戦士ガンダムUC』の音楽を担当し、作編曲を手掛けた全24曲が3月10日発売のアルバム『機動戦士ガンダムUC オリジナル・サウンドトラック』に収録された。
なお、この作品は2014年まで継続して年次で作成されているほか、2016年にはテレビ放映もされており、全ての作品で澤野弘之が音楽を担当している。
1. 「U.C.0096」
2. 「UNICORN」
3. 「THE UNIVERS」
4. 「MINEVA」
5. 「MOBILE SUIT」
6. 「LAPLACE」
7. 「MARIDA」
8. 「A LETTER」（Cyua）
9. 「INFERNAL AFFAIRS」
10. 「E.F.S.F.」
11. 「PIANO TO ANNA」
12. 「ON YOUR MARK」
13. 「FULL-FRONTAL」
14. 「BRING ON A WAR」
15. 「INEQUALITY-A CLOUD OF WAR」
16. 「OTTO-FOR A CHANGE」
17. 「LIFE & DEATH」
18. 「THE DISTANT PAST」
19. 「GO ON A FORAY」
20. 「FEAR→SORROW」
21. 「H@R0」
22. 「RX-0」
23. 「LICHT MEER」（井上優弥子 / 河合夕子）
24. 「ZERO GRAVITY」

### ふたつでひとつ
2010年4月21日発売の工藤慎太郎のアルバム『ふたつでひとつ』（全12曲）にて2曲、「Snowdrop」「旅の途上」の編曲を担当。

### ボックス!
2010年5月公開の日本映画『ボックス!』にて音楽を担当し、作編曲を手掛けた全24曲が5月19日発売のアルバム『ボックス! Original Soundtrack』に収録された。
1. 「BOXX!!」（河合夕子，仁科かおり，神棒尚史，Naoya，Hikaru，Hajime，Sen，Melo-J）
2. 「SEEK YOUR FATE」（河合夕子）
3. 「CHILDHOOD」
4. 「FUNK PUNKY MONKEY」
5. 「ACID JAB」
6. 「R@MUNAI」
7. 「LUMIERE」（Naoya，Hikaru，Hajime，Sen，Melo-J） *from Lumiere
8. 「SHADOW」
9. 「PUNCH-UP POO」
10. 「JUVIE」
11. 「FINAL DANCE」（神棒尚史）
12. 「CHILDHOOD
[Hasuta luego VER.]」（仁科かおり）
13. 「GREEN TONE」
14. 「SPA-MUCHO」
15. 「GLARE」
16. 「KY」
17. 「U-KI」
18. 「CROSS COUNTER」
19. 「○‐ [P.S.VER.]」
20. 「THE GONG」（小林未郁）
21. 「BOXX!! [REBASASHI-REMIX]」
22. 「PUNCH-DRUNK」
23. 「OMAKE de MEDO===RE…i」

### 戦国BASARA弐
2010年7月から9月まで放映されたTVアニメーション『戦国BASARA弐』にて音楽を担当し、作編曲を手掛けた21曲が9月1日発売のアルバム『TVアニメーション「戦国BASARA弐」音楽絵巻 弐〜乱世、再び!〜』（全23曲）に収録された。
1. 「Wild War Dance」（Aimee Blackschleger）
2. 「the Edge oF a §WORD」
3. 「CONQUEROR」
4. 「This is a Fight to Change the World」（小林未郁）
5. 「der Traum deines Lebens」（井上優弥子）
6. 「the back of the DR@GON」
7. 「WaTER LiGHT [choto-chigau REMIX]」
8. 「@-2-期!!」
9. 「sacrificed PIECE」
10. 「THE pOINT Of A sword→E-moll」
11. 「CR€SC∃NT」（小林未郁 / 神棒尚史）
12. 「Heaven's Door [ZERO-TWO Ver.]」
13. 「BLAZE [ZERO-TWO Ver.]」
14. 「GHOST of ICHI」（井上優弥子）
15. 「Ore最叫!?」
16. 「STRATAGEM→Armor-Clad Warrior」
17. 「BPM120」
18. 「I Tone」
19. 「Luster. [Dream-Luck REMIX]」
20. 「乱 AgainsT」
21. 「B∀TTL∃field$」

### SHORELY
2010年10月20日発売のindigo blueのアルバム『SHORELY』（2枚組、8曲 / 4曲）にて1曲、ディスク2収録の「SAKURA Road」の編曲を共同で担当。

### マークスの山
2010年10月から11月までWOWOWで放映された連続ドラマW『マークスの山』にて音楽を担当し、作編曲を手掛けた全24曲が10月29日発売のアルバム『連続ドラマW「マークスの山」オリジナルサウンドトラック』に収録された。続編のレディ・ジョーカーでは福廣秀一朗と共に音楽を担当している。
1. 「MARKS」
2. 「DESTINY」
3. 「WOUND」
4. 「ORGANIZATION」
5. 「DIABOLIC」
6. 「GRAY TONE」
7. 「INVESTIGATION」
8. 「IMPENETRABLE」
9. 「HATRED」
10. 「PREMEDITATED CRIME」
11. 「BLUE&RED」
12. 「INSANITY」
13. 「SERIAL MURDERS」
14. 「DARK MOUNTAIN」
15. 「M-TONE」
16. 「MYSTIC MOUNTAIN」
17. 「DESTINY (VC&PF VER.)」
18. 「INSANITY LOVE」（Chris Catalano）
19. 「M」
20. 「A」
21. 「R」
22. 「K」
23. 「S」
24. 「DESTINY (PF VER.)」

### 医龍 Team Medical Dragon 3
2010年10月から12月まで放映されたTVドラマ『医龍 Team Medical Dragon 3』にて河野伸と共に音楽を担当し、ベスト盤として新規8曲と既存7曲を含む作編曲を手掛けた15曲が12月8日発売のアルバム『医龍3 THE BEST』（全19曲）に収録された。
新規曲
1. 「TEARS Of The DRAGON」（小林未郁）
2. 「BLOOD oF thE DRAGON」
3. 「BL@CK」
4. 「MGR×A」
5. 「K2」
6. 「NO-口」
7. 「TEARS Of The DRAGON <Re:prise>」
8. 「BLUE DRAGON <TMD3 VER.>」（小林未郁）

再収録
1. 「BLUE DRAGON <'07 ver.>」
2. 「DRAGON RISES」
3. 「Tide Over」
4. 「spirit」
5. 「RED DRAGON <'07 ver.>」
6. 「Aesthetic」（関山藍果）
7. 「Engel und Teufel」

## 2011年

### フィギュアスケート・ベスト2010～2011
2011年2月9日に発売されたアルバム『フィギュアスケート・ベスト2010～2011』（全11曲）にて1曲、岡本知高「ボレロ ～Passion on Ice (edit version)」の編曲を担当。

### 君のために歌おう
2011年2月23日に発売された岡本知高のアルバム『君のために歌おう』（全9曲）にて2曲、「ボレロ〜Passion on Ice」「ボレロ～Passion on Ice (カラオケ)」の編曲を担当。

### NHK ニュースの音楽 2010
2011年2月23日に発売されたアルバム『NHK ニュースの音楽 2010』（全34曲）にて2曲、「WiLL」「Black & Blue Room」が収録された。
「WiLL」は、『サンデースポーツ』オープニングテーマ。「Black & Blue Room」は、同番組のエンディングテーマとなっている。

### 糸車
2011年4月8日発売の小林未郁のアルバム『糸車』（全11曲）にて1曲、「闇市へ」の編曲を担当。

### マルモのおきて
2011年4月から7月まで放映されたTVドラマ『マルモのおきて』にてやまだ豊と共に音楽を担当し、作編曲を手掛けた3曲が、6月1日発売のアルバム『フジテレビ系ドラマ「マルモのおきて」オリジナル・サウンドトラック』に収録された。
1. 「ramdom-E」
2. 「ramdom-E <BPM64v>」
3. 「Missing Piece」（mpi）

### 劇場版 戦国BASARA -The Last Party-
2011年6月から公開された劇場版アニメーション『戦国BASARA -The Last Party-』にて音楽を担当し、作編曲を手掛けた18曲（うち1曲は声優による朗読を加えたもの）が6月8日発売の『劇場版 戦国BASARA-The Last Party-音楽絵巻〜さらば、宿敵（とも）よ〜』（全20曲）に収録された。
1. 「1st-Mov.:S」
2. 「2nd-Mov.:E」
3. 「3rd-Mov.:N」
4. 「4th-Mov.:G」
5. 「5th-Mov.:O」
6. 「6th-Mov.:K」
7. 「7th-Mov.:U」
8. 「Heaven's Door <Final Ver.>」
9. 「BLAZE <Final Ver.>」
10. 「Maou <Final Ver.>」
11. 「the Edge oF a §WORD <Final Ver.>」
12. 「Outtake弐-01」
13. 「Outtake弐-02」
14. 「Outtake弐-03」
15. 「Outtake弐-04」
16. 「Ver.」
17. 「CR€SC∃NT」（小林未郁 / 神棒尚史）*再収録
18. 「Wild War Dance」（Aimee Blackschleger）*再収録
19. 「The END 〜Piano Medley for Listener〜」

### 青の祓魔師（第1期）
2011年4月から10月まで放映されたTVアニメーション『青の祓魔師』にて音楽を担当し、作編曲を手掛けた計34曲が6月22日、9月28日に各1枚ずつ発売されたオリジナル・サウンドトラックアルバムに収録された。
青の祓魔師 オリジナル・サウンドトラック I（6月22日発売）
1. 「祓魔師強奏曲 第一楽章：Me & Creed」
（小林未郁）
2. 「祓魔師強奏曲 第二楽章：X」
3. 「祓魔師強奏曲 第三楽章：U & Cloud」
4. 「祓魔師強奏曲 第四楽章：D+T」
5. 「攻響組曲 DEVIL 第一楽章：D-Evil」
6. 「攻響組曲 DEVIL 第二楽章：i-AM」
7. 「攻響組曲 DEVIL 第三楽章：éXORCiST」
8. 「攻響組曲 DEVIL 第四楽章：sA†An」
9. 「AOE組曲 第一楽章：My☆」（Vocoder: 澤野弘之）
10. 「AOE組曲 第二楽章：5P+3P」
11. 「AOE組曲 第三楽章：i9」
12. 「AOE組曲 第四楽章：AI」
13. 「交狂詩 GeHeNa 第一楽章：Mephistopheles」
14. 「交狂詩 GeHeNa 第二楽章：A-maimon」
15. 「交狂詩 GeHeNa 第三楽章：Hobgoblin→MASHOU」
16. 「アッシャー幻saw曲 第一楽章：Call me later」
（小林未郁）
17. 「アッシャー幻saw曲 第二楽章：Tomorrow is another day」
18. 「アッシャー幻saw曲 第三楽章：die Himmlische Musik」
（井上優弥子 / 河合夕子 / 内田有）

青の祓魔師 オリジナル・サウンドトラック II（9月28日発売）
1. 「BGM的-suite 1st-Mov.：E戦場-Aria」（井上優弥子）
2. 「BGM的-suite 2nd-Mov.：Technology ORCH.」
3. 「BGM的-suite 3rd-Mov.：Hyou×（依+変）」
4. 「BGM的-suite 4th-Mov.：BOBOBOぼ〜ん」
5. 「IiMuRoYa-$.feat 1st-Mov.：M」
6. 「IiMuRoYa-$.feat 2nd-Mov.：CHaos+CHorus」
7. 「IiMuRoYa-$.feat 3rd-Mov.：HEiW@→KiZUN@」
8. 「IiMuRoYa-$.feat 4th-Mov.：N-tone」
9. 「日常用 de SUIT 1st-Mov.：銃剣兄弟GEKIBANger」
10. 「日常用 de SUIT 2nd-Mov.：銃剣兄弟GEKIBANger-Returns」
11. 「日常用 de SUIT 3rd-Mov.：銃剣兄弟GEKIBANger-Forever」
12. 「日常用 de SUIT 4th-Mov.：銃剣兄弟GEKIBANger-The Final」
13. 「交響$weet 1st-Mov.：st-RING」
14. 「交響$weet 2nd-Mov.：STN-blood」
15. 「交響$weet 3rd-Mov.：call ME」
16. 「交響$weet 4th-Mov.：f」

### 機動戦士ガンダムUC OST2
2011年11月9日に発売されたアルバム『機動戦士ガンダムUC オリジナルサウンドトラック2』に作編曲を手掛けた18曲が収録された。
1. 「EGO」（小林未郁）
2. 「DESTROY→SELF-SACRIFICE」
3. 「MORE…」
4. 「MAD-NUG」
5. 「THE BATTLE」
6. 「0001」
7. 「SINANJU」
8. 「MARTHA」
9. 「0-G:EP1」
10. 「CAPTURE」
11. 「OYM-PF」
12. 「F2」
13. 「SILENT」
14. 「DESERT」
15. 「MOBILE SUIT <W-REC MIX>」
16. 「MOBILE ARMOR」
17. 「REMIND YOU」（小林未郁）
18. 「DAGUZA」

### ギルティクラウン
2011年10月から2012年3月まで放映されたTVアニメーション『ギルティクラウン』の音楽を担当し、作編曲を手掛けた全19曲が10月10日発売の『ギルティクラウン オリジナルサウンドトラック』に収録された。
2018年7月30日、オフィシャルYouTubeチャンネルにてセルフカバー Studio Live企画がスタートし、「βίος」のボーカリストにLacoを迎え、SawanoHiroyuki［nZk］［-30k］re:tuneS 『βίος』が公開された。
1. 「βίος」（小林未郁）
2. 「α」
3. 「Ω」
4. 「Ready to Go」（David Whitaker）
5. 「friends」（mpi）
6. 「VOiD」
7. 「gエ19」
8. 「θεοι」
9. 「close your eyes」（本田みちよ）
10. 「Βασιλευζ」
11. 「π」
12. 「Release My Soul」（Aimee Blackschleger）
13. 「κr0nё」
14. 「Hill Of Sorrow」（mpi）
15. 「Αποκσλυψιζ」
16. 「Home 〜in this corner〜」（Leina）
17. 「Genesi§」
18. 「βίος-δ」（小林未郁）
19. 「Rё∀L」（Cyua）

## 2012年

### GUILTY CROWN THEME SONGS COLLECTION
2012年1月25日発売のTVアニメーション『ギルティクラウン 1』Blu-ray/DVD完全生産限定版に付属する特典CD『THEME SONGS COLLECTION』に、澤野弘之がオリジナルのリアレンジを加えた小林未郁が歌う「βίος <MK+nZk Version>」、Cyuaが歌う「Rё∀L  <C+nZk Version>」の2曲が収録された。

### GUILTY CROWN OST ANOTHER SIDE
TVアニメーション『ギルティクラウン』オリジナル・サウンドトラックの未収録曲がBlu-ray/DVD完全生産限定版の特典CDとして2012年2月22日(2巻)、4月25日(4巻)、9月26日(9巻)の3回に分けて発売された。
なお2016年4月27日に発売されたアルバム『GUILTY CROWN COMPLETE SOUNDTRACK - DISC1- / -DISC2-』（3枚組）に『ギルティクラウン オリジナルサウンドトラック』、『THEME SONGS COLLECTION』、『GUILTY CROWN OST ANOTHER SIDE』(01/02/03)の全曲が収録されている。
GUILTY CROWN OST ANOTHER SIDE 01（2月22日発売）
1. 「kEっ1000」
2. 「Miss手リAs」
3. 「刺U」
4. 「血Con-儀」（Hiroaki Takeuchi）
5. 「鎖スPen$」
6. 「Oノ存ξ」
7. 「Gエ19 (FullSize)」
8. 「Vぉ1℃→Ki母∪」
9. 「美♂-K+＄タすpAd」（小林未郁）

GUILTY CROWN OST ANOTHER SIDE 02（4月25日発売）
1. 「pF-AdLib I」
2. 「gT→pF」
3. 「pF-AdLib Ⅱ」
4. 「fUE+p@D+hArP→pF」
5. 「sT+hRN+tRB+tUba」
6. 「pF-AdLib Ⅲ」
7. 「1616」
8. 「gT→sYnTH」
9. 「pF-AdLib Ⅳ」

GUILTY CROWN OST ANOTHER SIDE 03（9月26日発売）
1. 「Egg」
2. 「Garilic」
3. 「Olibe Oil」
4. 「Idaho Potato」
5. 「Salt」（Hiroaki Takeuchi）
6. 「Tamanegi」

### 推定有罪
2012年3月から4月までWOWOWで放映された連続ドラマW『推定有罪』にて和田貴史、とくさしけんごと共に音楽を担当し、作編曲を手掛けた4曲が4月11日に発売されたアルバム『連続ドラマＷ「推定有罪」オリジナルサウンドトラック』（全20曲）に収録された。
1. 「zai」（Cyua）
2. 「推」
3. 「tei」
4. 「有」

### 機動戦士ガンダムUC OST3
2012年5月9日に発売された2枚組アルバム『機動戦士ガンダムUC オリジナルサウンドトラック3』に作編曲を手掛けた13曲が収録された。
1. 「SYMPHONIC SUITE “UC2012”] 1ST MOV.:BANSHEE」
2. 「[SYMPHONIC SUITE “UC2012”] 2ND MOV.:PSYCHO-FIELD」
3. 「[SYMPHONIC SUITE “UC2012”] 3RD MOV.:ANGELO」
4. 「[SYMPHONIC SUITE “UC2012”] 4TH MOV.:NEO ZEON」
5. 「［SYMPHONIC SUITE “UC2012”］ 5TH MOV.:GUNDAM」
6. 「RIDDHE」
7. 「MINOVSKY PARTICLE」
8. 「SYMPATHY」
9. 「RED COMET」
10. 「AUDREY」
11. 「PIANO UC-NO.1」
12. 「PIANO UC-NO.2」
13. 「PIANO UC-NO.3」

### 青の祓魔師 ―劇場版―
2012年12月に公開された東宝配給の劇場版アニメーション『青の祓魔師 ―劇場版―』にて音楽を担当し、作編曲を手掛けた全14曲が12月19日発売のアルバム『青の祓魔師 劇場版 オリジナル・サウンドトラック』に収録された。
1. 「祝・映画化!!」
2. 「祝・1000M!!」
3. 「Battle Scars」（David Whitaker）
4. 「ニ・カズ・シオ・ハ・チュウ・エイ・ウ・ジョ」
5. 「に・ふおは・げん・でん・の・い・たい・け」
6. 「20121228」
7. 「MATSURI」
8. 「En/Kin/Nai/Kan/Sin/Ki/Ei/Satsu」
9. 「I←Na←Ra←Ke←Ha←Ki←Se←No←E←Ma」
10. 「KEKKAI」
11. 「COAL TAR」
12. 「BLUE」
13. 「USA-麻呂」
14. 「TVおうったけ」

## 2013年

### 澤野弘之 NHK WORKS
2013年2月26日にオリジナルアルバム『澤野弘之 NHK WORKS』を発売、NHK関連の楽曲20曲が収録された。
収録作品
- NHKスペシャル「ミラクルボディー」
- サンデースポーツ
- サイエンスZERO
- ドラマ10「いつか陽のあたる場所で」

1. 「AcE & ArMs」（河合夕子）
2. 「AnALySiS」
3. 「AThLeTe」
4. 「AdVANcE」
5. 「ANxiEtY」
6. 「The Moment of Dreams」（関山藍果）
7. 「WiLL」
8. 「Black & Blue Room」
9. 「Well」
10. 「サイエンスZERO オープニングテーマ」
11. 「サイエンスZERO2012 オープニングテーマ」
12. 「サイエンスZERO エンディングテーマ」
13. 「サイエンスZERO2012 エンディングテーマ」
14. 「itsuka」
15. 「itsuka-Gt」
16. 「itsuka-VnPf」
17. 「AcE <pF vEr.>」
18. 「WiLL:piano」
19. 「ScienceZero <Piano Arrange>」
20. 「itsuka-Pf」

### プラチナデータ
2013年3月より公開された日本映画『プラチナデータ』にて音楽を担当し、作編曲を手掛けた全12曲が3月8日発売のアルバム『映画「プラチナデータ」オリジナルサウンドトラック』に収録された。
1. 「Dβ」
2. 「α≠a」（小林未郁）
3. 「Δ→N←＠」
4. 「k:100％-ë:0％」
5. 「[@$αM∀]」
6. 「f‐手」
7. 「k←PC」
8. 「mo‐gUrU」
9. 「nf壱Ⅲ」
10. 「K⇔R」
11. 「PLAT in α」
12. 「無垢」

### RE:I AM EP
2013年3月20日に発売されたAimerのマキシシングル『RE:I AM EP』で表題曲「RE:I AM」の作詞・作曲・編曲を担当した。
表題曲「RE:I AM」は『機動戦士ガンダムUC episode 6「宇宙と地球と」』の主題歌となっている。

### 進撃の巨人（第1期）
2013年4月から9月まで放映されたTVアニメーション『進撃の巨人』で音楽を担当し、作編曲を手掛けた全16曲が6月28日発売のアルバム『TVアニメ「進撃の巨人」オリジナル・サウンドトラック』に収録された。
なお、澤野はこの作品で翌2014年度「アニメ・オブ・ザ・イヤー」の音楽賞を受賞している。
1. 「ət'æk 0N tάɪtn」（小林未郁）
2. 「The Reluctant Heroes」（mpi）
3. 「eye-water」
4. 「立body機motion」
5. 「cóunter・attàck-mˈænkάɪnd」
6. 「army⇒G♂」
7. 「Vogel im Käfig」（Cyua）
8. 「DOA」（Aimee Blackschleger）
9. 「凸】♀】♂】←巨人」
10. 「E・M・A」
11. 「巨♀〜9地区」
12. 「Bauklötze」（小林未郁）
13. 「2chi城」
14. 「XL-TT」
15. 「Call your name」（mpi / CASG(Caramel Apple Sound Gadget)）
16. 「omake-pfadlib」

### 青の祓魔師 Plugless
2011年放映のTVアニメーションおよび2012年公開の劇場版で使用された楽曲を澤野弘之がセレクトしアコースティックアレンジしたサウンドトラックアルバム『青の祓魔師 Plugless』が7月3日に発売され、初回限定盤のみ2枚組26曲、通常盤には13曲が収録された。
DISC1（初回生産限定盤、通常盤共通）
1. 「Battle Scars <Plugless Version>」（David Whitaker）
2. 「Me & Creed <Lite-Tone-Happy部 3:な>」（小林未郁）
3. 「D-Evil <正10時楽団 Played>」
4. 「KEKKAI <闘質30%CUT>」
5. 「My☆ <Un-Pluglessです>」（Vocoder: 澤野弘之）
6. 「MATSURI <朝臭珍丼屋 V>」
7. 「Too Late To Say」（Sayulee）
8. 「f <pfs>」
9. 「U & Cloud <simpledess>」
10. 「Call me later <nZk Plugless>」（小林未郁）
11. 「éXORCiST <cal off arr.>」
12. 「BLUE <pfs>」
13. 「Me & Creed <Slow Ver>」（小林未郁）

DISC2（初回生産限定盤のみ）
1. 「Battle Scars」（David Whitaker）
2. 「Me & Creed」（小林未郁）
3. 「D+T」
4. 「MATSURI」
5. 「HEiW@→KiZUN@」
6. 「Mephistopheles」
7. 「ニ・カズ・シオ・ハ・チュウ・エイ・ウ・ジョ」
8. 「M」
9. 「f」
10. 「U & Cloud」
11. 「BLUE」
12. 「Call me later」（小林未郁）
13. 「i-AM」

### LINK
2013年10月から11月までWOWOWで放映された連続ドラマW『LINK』の音楽を橘麻美と共に担当し、作編曲を手掛けた10曲が10月4日発売の『WOWOW連続ドラマW LINK オリジナルサウンドトラック』に収録された。
1. 「LINK01BPM130KINPAKU」
2. 「LINK03BPM71THEME」
3. 「LINK02BPM97SUSPENSE」
4. 「LINK04BPM96THEME2」
5. 「LINK07BPM85SUSPENSE」
6. 「LINK05BPM96(6/8)KODOKU」
7. 「LINK08BPM70SUSPENSE」
8. 「LINK06BPM61THEME-STRINGS」
9. 「LINK09BPM?VERSION」
10. 「LINK10BPMFREEPFADLIB」

### 進撃の巨人 OST2
2013年10月16日に発売されたTVアニメーション『進撃の巨人』のBlu-ray/DVD第4巻に初回特典として『TVアニメ「進撃の巨人」オリジナルサウンドトラックCD2』が付属し、作編曲を担当した全11曲が収録された。
1. 「進撃st-hrn-egt20130629巨人」
2. 「進撃pf20130218巨人」
3. 「進撃gt20130218巨人」
4. 「進撃st-hrn-gt-pf20130629巨人」
5. 「進撃vc-pf20130218巨人」
6. 「進撃vn-pf20130524巨人」
7. 「進撃pf-adlib-b20130218巨人」
8. 「進撃st20130629巨人」
9. 「進撃pf-adlib-c20130218巨人」
10. 「進撃st-hrn-gt20130629巨人」
11. 「進撃pf-medley20130629巨人」

### NEO FANTASIA
2013年12月11日に発売された茅原実里のアルバム『NEO FANTASIA』（全14曲）にて1曲、表題曲「NEO FANTASIA」の作編曲を担当。

### キルラキル
2013年10月から翌2014年3月まで放映されたTVアニメーション『キルラキル』の音楽を担当し、作編曲を手掛けた全18曲が12月25日に発売されたアルバム『「キルラキル」オリジナルサウンドトラック』に収録された。
「キルラキル」オリジナルサウンドトラック（2013年12月25日発売）
1. 「Before my body is dry」（小林未郁 / David Whitaker）
2. 「goriLLA蛇L」
3. 「犬Kあ３L」
4. 「Blumenkranz」（Cyua）
5. 「AdラLib」
6. 「鬼龍G@キLL」
7. 「KILL7la切ル」
8. 「Suck your blood」（Benjamin Anderson / mpi）
9. 「Kiっ9=KELL」
10. 「k1ll◎iLL」
11. 「Light your heart up」（Aimee Blackschleger）
12. 「昼裸lilL♪」
13. 「斬LLLア生LL」
14. 「キ龍ha着LL」
15. 「I want to know」（Benjamin Anderson）
16. 「寝LLna聴9」
17. 「Kiる厭KiLL」
18. 「Till I Die」（CASG(Caramel Apple Sound Gadget)）

翌2014年1月8日にはBlu-ray/DVD「キルラキル 1」の完全生産限定版に同作で使用されたリアレンジ・リミックスアルバム『KILL la KILL REARRANGE & REMIX SOUNDTRACK CD』が付属し、ボーカル、インストゥルメンタルバージョンを含む全10曲が収録された。
KILL la KILL REARRANGE & REMIX SOUNDTRACK CD（2014年1月8日発売）
1. 「Before my body is dry: [nZk] ver.」（小林未郁）
2. 「Blumenkranz : [nZk]ver.」（Cyua）
3. 「Suck your blood : [nZk]ver.」（Benjamin Anderson / mpi）
4. 「Light your heart up : [nZk]ver.」（Aimee Blackschleger）
5. 「Till I Die : [nZk]ver.」（CASG(Caramel Apple Sound Gadget)）
6. 「Before my body is dry: [nZk] ver.<INST>」
7. 「Blumenkranz : [nZk]ver.<INST>」
8. 「Suck your blood : [nZk]ver.<INST>」
9. 「Light your heart up : [nZk]ver.<INST>」
10. 「Till I Die : [nZk]ver.<INST>」

更に2014年5月7日に発売のBlu-ray/DVD「キルラキル 5」の完全生産限定版には『TVアニメ「キルラキル」オリジナルサウンドトラック Vol.2』が付属し、インストゥルメンタルも含む作編曲を手掛けた全18曲が収録された。
TVアニメ「キルラキル」オリジナルサウンドトラック Vol.2（2014年5月7日発売）
1. 「劇伴特化型1☆極★服」（小林未郁）
2. 「リズム強化型2☆極★服」
3. 「日常劇場型3☆極★服」
4. 「服着豚型4☆極★服」
5. 「名付扇子0型5☆極★服」
6. 「追加発注型6☆極★服」
7. 「背景敬具型7☆極★服」
8. 「MT変装型8☆極★服」
9. 「多分裸SBOSS-型9☆極★服」
10. 「前半再収録型10☆極★服」
11. 「追加再収録型11☆極★服」
12. 「重要物発行強調型12☆極★服」
13. 「Before my body is dry <空OK>」
14. 「Suck your blood <空OK>」
15. 「Blumenkranz <空OK>」
16. 「Light your heart up <空OK>」
17. 「I want to know <空OK>」
18. 「Till I Die <空OK>」

なお2019年6月26日に発売されたアルバム『キルラキル COMPLETE SOUNDTRACK』（3枚組）に『「キルラキル」オリジナルサウンドトラック』、『KILL la KILL REARRANGE & REMIX SOUNDTRACK CD』、『「キルラキル」オリジナルサウンドトラック Vol.2』の全曲が収録されている。

## 2014年

### 機動戦士ガンダムUC（ハイレゾ配信限定）
2014年5月17日、ガンダム35周年および機動戦士ガンダムUC完結を記念し、『機動戦士ガンダム UC オリジナルサウンドトラック1』から3までの3枚のアルバムが48kHz/24bit、リマスタリング版としてe-onkyo musicでハイレゾ音源で配信され、既存収録曲に加えて特典2曲が新規収録された。
機動戦士ガンダム UC オリジナルサウンドトラック1
新規収録なし。
機動戦士ガンダム UC オリジナルサウンドトラック2
「F2 (※Full Size)」が新規収録。
機動戦士ガンダム UC オリジナルサウンドトラック3
「MGUC」が新規収録。

### 機動戦士ガンダムUC OST4
2014年5月17日に公開された機動戦士ガンダムUCのオリジナルサウンドトラック第4弾が発売され、episode 7『虹の彼方に』のために新規録音された全13曲を収録したDISC1と、これまでのアルバムに収録された18曲をセレクトしたDISC2の2枚組アルバム『機動戦士ガンダムUC オリジナルサウンドトラック4』として発売された。
DISC 1
1. 「1stMob. :20090522or0331 (SYMPHONIC-MOBILE SUITE[UC])」
2. 「2ndMob. :MSGUCEP7 (SYMPHONIC-MOBILE SUITE[UC])」
3. 「3rdMob. :RE:I AM MARIE (SYMPHONIC-MOBILE SUITE[UC])」
4. 「4thMob. :νTYPE-OYM (SYMPHONIC-MOBILE SUITE[UC])」
5. 「5thMob. :UXO-→RX0 (SYMPHONIC-MOBILE SUITE[UC])」
6. 「6thMob. :UNICORN GUNDAM (SYMPHONIC-MOBILE SUITE[UC])」
7. 「7thMob. :20140517 (SYMPHONIC-MOBILE SUITE[UC])」（小林未郁）
8. 「8thMob. :BEGINNING <ORCH-VER> (SYMPHONIC-MOBILE SUITE[UC])」
9. 「9thMob. :流星のナミダ <ORCH-VER> (SYMPHONIC-MOBILE SUITE[UC])」（小林未郁）
10. 「EGO <nZk Ver.> (B-TRACK)」（小林未郁）
11. 「A LETTER <nZk Ver.> (B-TRACK)」（Cyua）
12. 「Sternengesang (B-TRACK)」（Cyua）
13. 「PM-20:10→20:14 (B-TRACK)」

DISC 2
1. 「ZERO GRAVITY」
2. 「MOBILE SUIT <W-REC MIX>」
3. 「THE BATTLE」
4. 「ON YOUR MARK」
5. 「BANSHEE」
6. 「FULL-FRONTAL」
7. 「DESTROY→SELF-SACRIFICE」
8. 「RX-0」
9. 「PSYCHO-FIELD」
10. 「E.F.S.F.」
11. 「MOBILE ARMOR」
12. 「LAPLACE」
13. 「THE UNIVERS」
14. 「ANGELO」
15. 「U.C.0096」
16. 「MAD-NUG」
17. 「GUNDAM」
18. 「UNICORN」

### StarRingChild EP
機動戦士ガンダムUC episode 7「虹の彼方に」の主題歌に使用されたAimerのシングル『StarRingChild EP』（全5曲）が2014年5月21日に発売された。
表題曲「StarRingChild」の作詞・作曲・編曲を澤野弘之が手がけ、5分27秒のロングバージョン、3分25秒の映画バージョン、インストゥルメンタルバージョンの計3バージョンが収録されている。
2018年8月31日、オフィシャルYouTubeチャンネルで公開されているセルフカバー Studio Liveシリーズ「[-30k]re:tuneS」にて、同曲のボーカリストにLacoを迎え、SawanoHiroyuki［nZk］［-30k］re:tuneS 『StarRingChild』が公開された。

### UnChild
機動戦士ガンダムUCのepisode 6、7の主題歌を担当したAimerと同作の音楽を担当する澤野弘之のコラボレーションアルバムとして『UnChild』が2014年6月25日に発売され、同作サウンドトラックの中で人気の高かったボーカル曲の新バージョン、および同作ライブイベント『UnChild』で披露された完全新曲も含むボーカル曲11曲、インストゥルメンタル1曲の合計12曲が収録された。
なお、コラボユニット名は「SawanoHiroyuki[nZk]:Aimer」（サワノヒロユキ ヌジーク エメ）と設定されている。
1. 「UnChild」
2. 「StarRingChild - English ver.」
3. 「A LETTER」
4. 「Destiny」
5. 「But still…」
6. 「Just say good bye」
7. 「Next 2 U」
8. 「bL∞dy f8」
9. 「REMIND YOU」
10. 「EGO」
11. 「Because we are tiny in this world」
12. 「RE:I AM - English ver.」

### アルドノア・ゼロ（第1クール）
2014年7月から9月まで放映されたTVアニメーション『アルドノア・ゼロ』の音楽を担当し、作編曲を手掛けた全20曲が9月10日に発売されたアルバム『アルドノア・ゼロ オリジナル・サウンドトラック』に収録された。
アルドノア・ゼロ オリジナル・サウンドトラック（9月10日発売）
1. 「No differences」（Aimee Blackschleger）
2. 「AZPV」
3. 「A-0picturez」
4. 「MKAlieZ」（小林未郁）
5. 「2零14zero91零」
6. 「アZ-Kat」
7. 「悲scene」
8. 「AD2014-7.5/7.9-零・A」
9. 「AL℃-＠」（Cyua）
10. 「The Call to Arms」（mpi）
11. 「十61yard」
12. 「FIRE★」
13. 「R零B零T」
14. 「SiTE-n0w1」
15. 「al-door0」
16. 「Ver$」
17. 「aズ-17歩」
18. 「Ch19ヲFIRE★」
19. 「AcyOrt」
20. 「BRE@TH//LESS」（小林未郁）

また、9月24日に発売のBlu-ray/DVD『アルドノア・ゼロ 1【完全生産限定版】』に「ALDNOAH.ZERO REARRANGE SOUNDTRACK」が付属し、リアレンジされた4曲とインストゥルメンタル3曲の合計7曲が収録された。
ALDNOAH.ZERO REARRANGE SOUNDTRACK（9月24日発売）
1. 「No differences <a0v>」（Aimee Blackschleger）
2. 「The Call to Arms <a0v>」（mpi）
3. 「BRE@TH//LESS <a0v>」（小林未郁）
4. 「MKAlieZ <a0v>」（小林未郁）
5. 「No differences <a0v> -Instrumental-」
6. 「The Call to Arms <a0v> -Instrumental-」
7. 「BRE@TH//LESS <a0v> -Instrumental-」

### A/Z｜aLIEz
澤野弘之のプロジェクト「SawanoHiroyuki[nZk]」の1枚目のマキシシングルとして2014年9月10日に「A/Z｜aLIEz」が発売され、作詞も含む全楽曲を手掛けた8曲が収録された。
収録曲のうち「A/Z」および「aLIEz」は「アルドノア・ゼロ」のエンディングテーマ、「Keep on Keeping on」は同作挿入歌として使用されており、この3曲は音楽配信サービスのiTunes Storeおよびmoraにて総合シングルチャート1位を記録した。
また、『アルドノア・ゼロ』のエンディングテーマが当シングル収録曲の日本語版、英語版2曲になったのは澤野の側からアニメスタッフに働きかけた結果である。
2018年10月26日、「aLIEz」が、オフィシャルYouTubeチャンネルで公開されているセルフカバー Studio Liveシリーズ「[-30k]re:tuneS」にて、SawanoHiroyuki[nZk]［-30k］re:tuneS 『aLIEz』として公開された。
2020年2月21日、2019年12月1日に開催された「SawanoHiroyuki Billboard Live 2019」より、「aLIEz」のライブ映像がオフィシャルYouTubeチャンネルにて公開された。
2020年4月8日、様々なアーティストが一発撮りのパフォーマンスを披露するYouTubeチャンネルTHE FIRST TAKEにて、「aLIEz」がピアノとボーカルだけの特別なアレンジで公開された。
1. 「[nZk]」（v[nZk]v）
2. 「A/Z」（SawanoHiroyuki[nZk]:mizuki） - 作詞/作曲/編曲
3. 「aLIEz」（SawanoHiroyuki[nZk]:mizuki） - 作詞/作曲/編曲
4. 「Keep on keeping on」（SawanoHiroyuki[nZk]:mizuki）

### 機動戦士ガンダムUC COMPLETE BEST
2014年10月8日に機動戦士ガンダムUCの主題歌、挿入歌を全て収録した『機動戦士ガンダムUC COMPLETE BEST』（全12曲）が発売され、澤野が作曲した劇伴、主題歌7曲が収録された。
このアルバムは、第29回日本ゴールドディスク大賞で「アニメーション・アルバム・オブ・ザ・イヤー」を受賞している。
1. 「A LETTER」（Cyua）
2. 「LICHT MEER」（井上優弥子 / 河合夕子）
3. 「EGO」（小林未郁）
4. 「REMIND YOU」（小林未郁）
5. 「RE:I AM」（Aimer）
6. 「Sternengesang」（Cyua）
7. 「StarRingChild」（Aimer）

### YAMANAIAME
2014年11月に公開されたアニメーション映画『劇場版「進撃の巨人」前編〜紅蓮の弓矢〜』のエンディングテーマの「YAMANAIAME」と、OAD『悔いなき選択』挿入歌の「So ist es immer」を手掛け、11月19日にマキシシングル『YAMANAIAME』として発売された。
1. 「YAMANAIAME」（Mica Caldito / mpi / 小林未郁）
2. 「So ist es immer」（Benjamin）
3. 「The Reluctant Heroes <MODv>」（Mica Caldito）
4. 「YAMANAIAME <MovieEdit>」（Mica Caldito / mpi / 小林未郁）
5. 「YAMANAIAME (Instrumental)」
6. 「So ist es immer (Instrumental)」
7. 「The Reluctant Heroes <MODv> (Instrumental)」

### 進撃の巨人展
2014年中に東京、大分、大阪、台北などで開催された『進撃の巨人展』で使用された楽曲を収録したシングル『進撃の巨人展』が11月28日に発売され、全5曲が収録された。
1. 「ət'æk 0N tάɪtn <3Tv>」（小林未郁）
2. 「Call your name <MODv>」（mpi / CASG(Caramel Apple Sound Gadget)）
3. 「independent奇sayKISS」
4. 「ət'æk 0N tάɪtn <3Tv> (instrumental)」
5. 「Call your name <MODv> (instrumental)」

### 七つの大罪（第1期）
2014年10月より翌2015年3月まで放映されたTVアニメーション『七つの大罪』の音楽を担当し、作編曲を手掛けた全17曲が12月24日発売のアルバム『七つの大罪 オリジナル・サウンドトラック』に収録された。
1. 「Perfect Time」（mpi / 小林未郁）
2. 「7角：the1」
3. 「銅鑼Gong4N」
4. 「dEvilGODfamily復活動」
5. 「世紀4」
6. 「YoSay&B→A」
7. 「广2tree02 ネ日｜-血」
8. 「KAN594」
9. 「Eri0ne$」
10. 「駄メ男rIs」
11. 「EP←K」
12. 「Deerン怒&過多6-$」
13. 「mouth×宣華 ○2LI」
14. 「OH92&HrBrM」（小林未郁）
15. 「GR雷」
16. 「らゲ-sin」
17. 「Big罪罪罪罪罪罪罪」

## 2015年

### BEST OF VOCAL WORKS [nZk]
2015年2月4日に澤野がこれまで手がけてきたアニメ作品からボーカル楽曲を選りすぐったベストアルバム（全19曲）が『澤野弘之「BEST OF VOCAL WORKS [nZk]」として発売された。
1. 「βίος」（小林未郁）
2. 「The Reluctant Heroes」（mpi）
3. 「Battle Scars」（David Whitaker）
4. 「Wild War Dance」（Aimee Blackschleger）
5. 「Blumenkranz」（Cyua）
6. 「EGO」（小林未郁）
7. 「Hill Of Sorrow」（mpi）
8. 「Me & Creed」（小林未郁）
9. 「Till I Die」（CASG(Caramel Apple Sound Gadget)）
10. 「Ready to Go」（David Whitaker）
11. 「Light your heart up」（Aimee Blackschleger）
12. 「friends」（mpi）
13. 「Rё∀L」（Cyua）
14. 「Call me later <nZk Plugless>」（小林未郁）
15. 「Suck your blood」（mpi / Benjamin Anderson）
16. 「DOA」（Aimee Blackschleger）
17. 「Before my body is dry」（小林未郁 / David Whitaker）
18. 「RE:I AM」（Aimer）
19. 「A/Z」（SawanoHiroyuki[nZk]:mizuki）

### &Z
2015年2月4日に澤野自身のソロボーカルプロジェクト「SawanoHiroyuki[nZk]」より2枚目のマキシシングル『&Z』を発売し計7曲が収録された。
「&Z」はTVアニメーション『アルドノア・ゼロ』2クール目のオープニングテーマとなっている。
1. 「&Z」（SawanoHiroyuki[nZk]:mizuki）
2. 「0.vers」（SawanoHiroyuki[nZk]:mizuki）
3. 「No differences [nZk ver.]」（SawanoHiroyuki[nZk]:mizuki）
4. 「aLIEz [mZk ver.]」（SawanoHiroyuki[nZk]:mizuki）
5. 「&Z（TV size）」
6. 「&Z（TV side -English ver.-）」
7. 「&Z（instrumental）」

### 進撃の巨人 劇場版前編OST
前年2014年11月公開のアニメーション映画『劇場版「進撃の巨人」前編〜紅蓮の弓矢〜』のBlu-ray/DVDが2015年3月18日に発売され、『「進撃の巨人 劇場版前編」オリジナルサウンドトラック』が特典として付属した（Linked Horizonの「紅蓮の座標 [劇場版Size]」を含む）。
1. 「ymniam-MKorch」（小林未郁）
2. 「ymniam-orch」
3. 「EMAymniam」
4. 「YAMANAIAME <MovieEdit>」（Mica Caldito / mpi / 小林未郁）

### アルドノア・ゼロ OST2
前年2014年7月から9月まで放映されたTVアニメーション『アルドノア・ゼロ』の完全生産限定版Blu-ray/DVD 6巻が2015年3月18日に発売、前年発売のオリジナルサウンドトラックの追加サウンドトラックCDとして『「アルドノア・ゼロ」オリジナルサウンドトラック2』が付属し、17曲が収録された。
1. 「aldnoah0rch-&z」
2. 「aldnoah0rch-aCY0rt」
3. 「aldnoah0rch-4rain」
4. 「aldnoah0rch-@0p」
5. 「aldnoah0rch-adlib」
6. 「birth･gt･music」
7. 「battle･game･music」
8. 「bpm･gain･mute」
9. 「haondla-orez1」
10. 「haondla-orez2」
11. 「haondla-orez3」
12. 「haondla-orez4」
13. 「a/z-p1@n0:5罪vers」
14. 「a/z-p1@n0:adlib1」
15. 「a/z-p1@n0:adlib2」
16. 「a/z-p1@n0:adlib3」
17. 「Harmonious」（アセイラム・ヴァース・アリューシア（雨宮天））

### 七つの大罪 OST2
前年2014年10月より翌2015年3月まで放映されたTVアニメ「七つの大罪」にて後期クールより和田貴史と共に音楽を担当し、作編曲を手掛けた19曲が2015年4月8日発売の『七つの大罪 オリジナル・サウンドトラック 2』（全25曲）に収録された。
1. 「Arthur」 - 共同作曲
2. 「A Peaceful Day」 - 作曲
3. 「DG4-1:罪」
4. 「PT-2:罪」
5. 「E0$-3:罪」
6. 「9雷&セ2内-4:罪」
7. 「DAN-5:罪」
8. 「pfAD-6:罪」
9. 「RGS-7:罪」
10. 「K&B-8:罪」
11. 「PT-9:罪」
12. 「pfAD-10:罪」
13. 「pfpercAD11:罪」
14. 「PT&E0$-12:罪」
15. 「pfAD-13:罪」
16. 「DAN-14:罪」
17. 「pfAD-15:罪」
18. 「PT-16:罪」
19. 「E0$-17:罪」
20. 「Perfect Time <再arr>」（mpi / 小林未郁）

### まれ
2015年3月より9月まで放映されたNHK総合の連続テレビ小説『まれ』の音楽を担当し、作編曲を手掛けた全20曲が4月29日発売のアルバム『NHK連続テレビ小説「まれ」オリジナルサウンドトラック』に収録された。
NHK連続テレビ小説「まれ」オリジナルサウンドトラック（2015年4月29日発売）
1. 「希空〜まれぞら〜」
2. 「MWp」
3. 「THANKS」
4. 「mio MARE」（CASG(Caramel Apple Sound Gadget)）
5. 「BECAUSE」（小林未郁）
6. 「Mt氏」
7. 「Blume im Meer」（Cyua）
8. 「AM8」
9. 「Otto64」
10. 「Song of..」（小林未郁 / Aimee Blackschleger / mpi）
11. 「ERAM」
12. 「FMD」
13. 「The Best for You」（mpi）
14. 「ROtu9中」
15. 「n48」
16. 「Because of you」（Aimee Blackschleger）
17. 「Pfsignal」
18. 「ⅠⅡⅢⅣ」
19. 「4D」
20. 「Grey to Blue」（小林未郁）

同年7月15日には『連続テレビ小説「まれ」オリジナルサウンドトラック2』が発売、20曲が収録された。なお、同アルバム21曲目収録の「また会おう-教室ver.-」は二木高志の楽曲であり、澤野は担当していない。
NHK連続テレビ小説「まれ」オリジナルサウンドトラック2（2015年7月15日発売）
1. 「希空〜まれぞら〜<火-土v>」
2. 「21加theme1」
3. 「4D<v2>」
4. 「MWp2」
5. 「Be2Arr1」
6. 「21加theme2」
7. 「Be2Arr2」
8. 「M過夕2-1」
9. 「M過夕2-2」
10. 「21加theme3」
11. 「marerib」
12. 「cry漢字」
13. 「横浜-BIGMAN」
14. 「Be2Arr3」
15. 「Be2Arr4」
16. 「parararan」（槇みちる）
17. 「21加theme4」
18. 「Pfmare1」
19. 「Pfmare2」
20. 「Pfmare3」

その後、9月2日に『連続テレビ小説「まれ」オリジナルサウンドトラック3<完結編>』が発売、20曲が収録された。なお、同アルバム20曲目収録の「また会おう＜OrchestraVer＞」は白石めぐみの編曲であり、澤野は担当していない。
NHK連続テレビ小説「まれ」オリジナルサウンドトラック3<完結編>（2015年9月2日発売）
1. 「希空〜まれぞら〜<LongVer>」
2. 「SYNRM」
3. 「crythanks」
4. 「IMガWN」
5. 「MDga0018中」
6. 「MVNPF1」
7. 「07時478中」
8. 「8RU十4HAっPoh!」
9. 「MPF1」
10. 「S〜SYNRM」
11. 「MVNPF2」
12. 「13-Night8中3」
13. 「MdeSYNRM1」
14. 「MPF2」
15. 「MPF3」
16. 「MPF4」
17. 「希空〜まれぞら〜<CastVer1>」
18. 「希空〜まれぞら〜<CastVer2>」
19. 「希空〜まれぞら〜<LongVer-Inst>」

### XenobladeX
2015年4月に発売されたゲーム『XenobladeX』の音楽を担当し、作編曲を手掛けた全54曲が5月20日発売の4枚組アルバム『「XenobladeX」Original Soundtrack』に収録された。
| #   | タイトル                      | 作詞 | 作曲・編曲 | 時間 |
| --- | ----------------------------- | ---- | ---------- | ---- |
| 1.  | 「no1=CODENAMEZ」             |      |            | 5:14 |
| 2.  | 「no2=THEMEX」                |      |            | 5:20 |
| 3.  | 「no3=NO.EX01」(小林未郁)     |      |            | 4:16 |
| 4.  | 「no4=D91M」                  |      |            | 4:59 |
| 5.  | 「no5=KAKU-WEST＊→▲★★KAI」    |      |            | 6:05 |
| 6.  | 「no6=LP」                    |      |            | 4:46 |
| 7.  | 「no7=G-LOW-S→F.S.K.O」       |      |            | 5:28 |
| 8.  | 「no8=UN↑口and巨DIE」         |      |            | 5:08 |
| 9.  | 「no9=MONOX」                 |      |            | 3:17 |
| 10. | 「no10=CR17S19S8」            |      |            | 5:57 |
| 11. | 「no11=RE:ARR.X」             |      |            | 6:10 |
| 12. | 「Your Voice」(小林未郁)      |      |            | 5:02 |
| 13. | 「Wir fliegen」(Cyua)         |      |            | 4:57 |
| 14. | 「So nah, so fern」(小林未郁) |      |            | 4:45 |
| 15. | 「NEMOUSU秘OUS」(井上優弥子)  |      |            | 4:45 |

| #   | タイトル                                 | 作詞 | 作曲・編曲 | 時間 |
| --- | ---------------------------------------- | ---- | ---------- | ---- |
| 1.  | 「Black tar」(mpi / David Whitaker)      |      |            | 6:07 |
| 2.  | 「z5m20i12r04a28」(小林未郁)             |      |            | 4:57 |
| 3.  | 「z10b2r0i1e2f0i9n1g3」                  |      |            | 4:29 |
| 4.  | 「Uncontrollable」(小林未郁 / mpi)       |      |            | 3:48 |
| 5.  | 「z15f20i12e09l14d」(Cyua)               |      |            | 6:19 |
| 6.  | 「z39b20co13mi01cal09」                  |      |            | 3:47 |
| 7.  | 「By my side」(Aimee Blackschleger)      |      |            | 3:09 |
| 8.  | 「z?2f0i1e2l0d914」                      |      |            | 2:36 |
| 9.  | 「z37b20a13t01t08le」                    |      |            | 3:08 |
| 10. | 「z30huri2ba0tt12le1110」                |      |            | 2:51 |
| 11. | 「z12e201v2e091n4t」                     |      |            | 6:51 |
| 12. | 「z29ba2t0t1l301e17」(Vocoder: 澤野弘之) |      |            | 2:52 |
| 13. | 「z16b2gu012ro09u1su4」                  |      |            | 2:52 |
| 14. | 「z13e20v12e09n14t」                     |      |            | 5:56 |
| 15. | 「z7b2012lp0427arr」                     |      |            | 2:22 |
| 16. | 「In the forest」(mpi)                   |      |            | 5:14 |
| 17. | 「z23s20a12m0a9-1r4u」                   |      |            | 4:56 |
| 18. | 「The way」(Sayulee)                     |      |            | 5:36 |

| #   | タイトル                                              | 作詞 | 作曲・編曲 | 時間 |
| --- | ----------------------------------------------------- | ---- | ---------- | ---- |
| 1.  | 「The key we've lost」(小林未郁)                      |      |            | 6:12 |
| 2.  | 「N周L辺A」                                           |      |            | 5:18 |
| 3.  | 「N木ig木ht木L」                                      |      |            | 5:30 |
| 4.  | 「N市L街A」                                           |      |            | 5:07 |
| 5.  | 「亡KEI却KOKU心」                                     |      |            | 5:47 |
| 6.  | 「Melancholia」(Aimee Blackschleger / David Whitaker) |      |            | 4:10 |
| 7.  | 「fiKAIeldJOU」                                       |      |            | 6:17 |
| 8.  | 「aBOreSSs」                                          |      |            | 5:36 |
| 9.  | 「MNN＋@0・」                                         |      |            | 5:51 |
| 10. | 「In the forest <X→Z ver.>」(mpi)                     |      |            | 4:48 |
| 11. | 「46-:ri9」                                           |      |            | 5:12 |
| 12. | 「96-:rip」                                           |      |            | 5:54 |
| 13. | 「raTEoREkiSImeAra」                                  |      |            | 6:49 |
| 14. | 「Don't worry」(Aimee Blackschleger)                  |      |            | 3:56 |

| #  | タイトル                                       | 作詞 | 作曲・編曲 | 時間 |
| -- | ---------------------------------------------- | ---- | ---------- | ---- |
| 1. | 「PianoX1」                                    |      |            | 3:52 |
| 2. | 「PianoX2」                                    |      |            | 3:53 |
| 3. | 「PianoX3」                                    |      |            | 2:55 |
| 4. | 「X-BT1」                                      |      |            | 1:58 |
| 5. | 「X-BT2」                                      |      |            | 4:57 |
| 6. | 「X-BT3」                                      |      |            | 4:43 |
| 7. | 「X-BT4」                                      |      |            | 5:00 |
| 8. | 「In the forest (no vocal effects ver.)」(mpi) |      |            | 5:13 |

### X.U.｜scaPEGoat
2015年5月20日にSawanoHiroyuki[nZk]の3枚目のマキシシングル『X.U.｜scaPEGoat』が発売され、7曲が収録された。
表題曲の「X.U.」は2015年4月より6月まで放映されたTVアニメーション『終わりのセラフ』のオープニングテーマ曲、「scaPEGoat」は同アニメのエンディングテーマとして採用されている。
また、「INSANITY LOVE」は『マークスの山』オリジナル・サウンドトラックに収録されている同曲の新たなボーカリストバージョンである。
1. 「X.U.」（SawanoHiroyuki[nZk]:Gemie）
2. 「scaPEGoat」（SawanoHiroyuki[nZk]:Yosh） - 共同作詞
3. 「INSANITY LOVE」（SawanoHiroyuki[nZk]:mica）
4. 「X.U.（TV size）」
5. 「scaPEGoat（TV size）」
6. 「X.U.（instrumental）」
7. 「scaPEGoat（instrumental）」

### theDOGS
2015年6月27日に公開されたアニメーション映画、『劇場版「進撃の巨人」後編〜自由の翼〜』のエンディングテーマとして採用されたmpiの歌う「theDOGS」が同年7月1日シングルCDとして発売され、インストゥルメンタルも含む5曲が収録された。
1. 「theDOGS」（mpi）
2. 「YAMANAIAME <FMv>」（Mica Caldito）
3. 「TheWeightOfLives」
4. 「theDOGS (Instrumental)」
5. 「YAMANAIAME <FMV> (Instrumental)」

### 終わりのセラフ（第1クール）
2015年4月より6月まで放映されたTVアニメーション『終わりのセラフ』にて音楽を和田貴史、橘麻美、白石めぐみと共に担当し、作編曲を手掛けた全12曲が7月15日発売の2枚組アルバム『終わりのセラフ オリジナルサウンドトラック』（14曲 / 19曲、計33曲）に収録された。
1. 「[A]pa-t」
2. 「1hundredknight:Y」
3. 「pfSOTEad1」
4. 「1hundredknight:M」
5. 「pfSOTEad2」
6. 「OneZeroEight」
7. 「[B]pa-t」
8. 「pfSOTEad3」
9. 「108」（mpi / 小林未郁）
10. 「9BL00d鬼」
11. 「SOTE」
12. 「ToBeContinued..」（小林未郁）

### BEST OF SOUNDTRACK【emU】
2015年9月9日、自身の2枚組ベストアルバム『BEST OF SOUNDTRACK【emU】』を発売、Disc3（初回生産限定盤）の新曲5曲を含む、澤野がこれまでに手掛けてきたサウンドトラック曲37曲を収録した。
DISC1
1. 「BLUE DRAGON <'07 Ver.>」
2. 「81DIVER」
3. 「LiVE/EViL」
4. 「from sunset to sunrise」
5. 「MARKS」
6. 「80$$」
7. 「PRISONER」
8. 「Climb to the Top」
9. 「Tang」（仁科かおり）
10. 「α≠a」（小林未郁）
11. 「Back to the Starting Point」
12. 「BLOOD oF thE DRAGON」
13. 「musica」
14. 「motherhood 〜me＆my mom〜 <Vocal ver.>」（関山藍果）
15. 「tragedy」
16. 「Grey to Blue」（小林未郁）
17. 「FUNK PUNKY MONKEY」
18. 「HONEST」
19. 「DRAGON RISES」

DISC2
1. 「MAIN THEME」
2. 「BLAZE［ZERO-TWO Ver.］」
3. 「ət'æk 0N tάɪtn」（小林未郁）
4. 「fiore」（Cyua）
5. 「U ＆ Cloud」
6. 「Ω」
7. 「ON YOUR MARK」
8. 「Perfect Time」（mpi / 小林未郁）
9. 「i-AM」
10. 「鬼龍G@キLL」
11. 「Big Break」
12. 「zai」（Cyua）
13. 「This is a Fight to Change the World」（小林未郁）
14. 「1st-Mov.：S」
15. 「BLUE」
16. 「BRE@TH//LESS」（小林未郁）
17. 「UNICORN」
18. 「Missing Piece」（mpi）

DISC3（初回生産限定盤）
1. 「Aesthetic <【emU】ver.>」（Jannine Weigel）
2. 「PF-【emU】1」
3. 「PF-【emU】2」
4. 「3594εMT」（小林未郁）※スマートフォンアプリ「三国志英歌」
5. 「ThreeFiveNineFourε」（小林未郁）※スマートフォンアプリ「三国志英歌」

### o1
2015年9月9日、SawanoHiroyuki[nZk]名義初のオリジナルフルアルバム『o1』を発売し、過去楽曲再録も含む14曲を収録した。
1. 「[nZk]o1」（v[nZk]v）
2. 「Pretenders」（SawanoHiroyuki[nZk]:mica&Gemie）
3. 「X.U.」
4. 「A/Z」
5. 「scaPEGoat」
6. 「oI」（SawanoHiroyuki[nZk]:mizuki） - 作詞/作曲/編曲
7. 「Song of ..<AM>」（SawanoHiroyuki[nZk]:Aimer）
8. 「Saving Us」（SawanoHiroyuki[nZk]:Gemie）
9. 「aLIEz」
10. 「Rise Above」（SawanoHiroyuki[nZk]:Yosh）
11. 「Summer Tears」（SawanoHiroyuki[nZk]:mica）
12. 「&Z」
13. 「s-AVE」（SawanoHiroyuki[nZk]:Aimer） - 作詞/作曲/編曲
14. 「out01nzk」

### 進撃の巨人 劇場版後編 OST
2015年6月公開の『劇場版 進撃の巨人 後編〜自由の翼〜』のBlu-ray/DVDが12月16日に発売され、初回限定版に『「進撃の巨人 劇場版後編」オリジナルサウンドトラック』が収録された（Linked Horizonの「自由の代償 [劇場版Size]」を含む）。
1. 「TWO-lives」
2. 「2Volt」
3. 「TheWeightOfLives」

## 2016年

### 終わりのセラフ 名古屋決戦編（第2クール）
2015年10月から12月まで放映されたTVアニメーション『終わりのセラフ 名古屋決戦編』（第2期）にて和田貴史、橘麻美、白石めぐみと共に音楽を担当し、作編曲を手掛けた7曲が2016年1月27日発売のアルバム『終わりのセラフ 名古屋決戦編 オリジナルサウンドトラック』（全17曲）に収録された。
1. 「Dim Light」（mpi）
2. 「4-a:」
3. 「WD×2」
4. 「21科315」
5. 「WD×2 <ver.2>」
6. 「4-a:slow」
7. 「Dim Light <instrumental>」

### GUILTY CROWN COMPLETE SOUNDTRACK
2016年4月27日、『GUILTY CROWN COMPLETE SOUNDTRACK - DISC1- / -DISC2-』（3枚組）が発売され、『ギルティクラウン オリジナルサウンドトラック』、『THEME SONGS COLLECTION』、『GUILTY CROWN OST ANOTHER SIDE』(01/02/03)の全曲が収録された。

### ギルティクラウン REARRANGE CD
2016年4月27日に発売された完全生産限定版の『GUILTY CROWN Blu-ray BOX』に澤野が新たに既存楽曲をリアレンジしたアルバム『「ギルティクラウン」HIROYUKI SAWANO REARRANGE CD』が付属、新規アレンジされたボーカル曲3曲と各種インストゥルメンタルが収録された。
1. 「friends <MODv>」（mpi）
2. 「Hill Of Sorrow <MODv>」（mpi）
3. 「Release My Soul <MODv>」（Aimee Blackschleger）
4. 「friends <MODv> (Instrumental)」
5. 「Hill Of Sorrow <MODv> (Instrumental)」
6. 「Release My Soul <MODv> (Instrumental)」

### ギルティクラウンOST アナログレコード盤
2016年4月27日、アニメ『ギルティクラウン 』より、アナログレコード盤として『βiοç＜MK＋nZk Version>／Ω
GUILTY CROWN ORIGINAL TRACKS
By HIROYUKI SAWANO』が発売され、「βiοs＜MK＋nZk Version>（ボーカル：小林未郁）」と「Ω」の2曲が収録された。

### ninelie EP
2016年5月11日に発売されたAimerとEGOISTのchelly（Aimer with chelly）のシングル『ninelie EP』（全5曲）にて「ninelie」TVサイズ版及びインストゥルメンタルを含む作詞・作曲・編曲を手掛けた4曲が収録された。
「ninelie」はTVアニメーション甲鉄城のカバネリエンディングテーマに、「Through My Blood <AM>」は同アニメーション11話のエンディングテーマに使用された。
1. 「ninelie」（Aimer with chelly） - 作詞/作曲/編曲
2. 「Through My Blood <AM>」（Aimer）

### 甲鉄城のカバネリ
2016年4月より6月まで放映されたTVアニメーション『甲鉄城のカバネリ』にて音楽を担当し、作編曲を手掛けた全16曲が5月18日発売のアルバム『甲鉄城のカバネリ ORIGINAL SOUNDTRACK』に収録された。
1. 「KABANERIOFTHEIRONFORTRESS」（Eliana）
2. 「Warcry」（mpi）
3. 「KGK」
4. 「JAnoPAN」（mpi）
5. 「Through My Blood」（小林未郁）
6. 「noname」
7. 「88城」
8. 「VIVALABIBA」
9. 「ComeBack音」
10. 「Next of Kin」（Benjamin）
11. 「araganeekiNo@8女」
12. 「克JOU気MACHINE甲」
13. 「Grenzlinie」（Cyua）
14. 「Ktetsu上-abdli」
15. 「1coma」（小林未郁）
16. 「icon」（Eliana）

2016年6月22日にはBlu-ray/DVD『甲鉄城のカバネリ 第1巻』が発売、完全生産限定版の特典CDとして『澤野弘之リアレンジ＆アウトトラックス』が付属し、全18曲が収録された。
1. 「Warcry <MODv>」（mpi）
2. 「Next of Kin <MODv>」（Benjamin）
3. 「Grenzlinie <MODv>」（Cyua）
4. 「KK1PfVer」
5. 「KK11 (m6)」
6. 「KK2-5」
7. 「KK2-6」
8. 「KK9 (m19)」
9. 「KK12a」
10. 「KK12b」
11. 「KK12d」
12. 「Warcry (instrumental)」
13. 「Through My Blood (instrumental)」
14. 「Next of Kin (instrumental)」
15. 「icon (instrumental)」
16. 「Warcry <MODv> (instrumental)」
17. 「Next of Kin <MODv> (instrumental)」
18. 「Grenzlinie <MODv> (instrumental)」

なお2019年4月24日に発売されたアルバム『甲鉄城のカバネリ COMPLETE SOUNDTRACK』（3枚組）に『「甲鉄城のカバネリ」オリジナルサウンドトラック』、『澤野弘之リアレンジ＆アウトトラックス』の全曲が収録されている。

### Mika Type い
2016年6月22日、小林未郁のアルバム『Mika Type い』（全25曲）にて、これまで参加してきた澤野のサウンドトラックから10曲（新たなアレンジ4曲、編曲は担当せず）がDISC2に収録された。
1. 「ətˈæk 0N tάɪtn (Mika Type Version)」
2. 「βίος (Mika Type Version)」
3. 「Me & Creed (Mika Type Version)」
4. 「EGO」
5. 「Grey to Blue」
6. 「So nah, so fern (Mika Type Version)」
7. 「Song of ..」
8. 「REMIND YOU」
9. 「CR€SC∃NT」
10. 「Illusion」

### Into the Sky EP
2016年6月29日、SawanoHiroyuki[nZk]のシングル『Into the Sky EP』が発売され、インストゥルメンタルも含む全8曲が収録された。
収録曲のうち表題曲「Into the Sky」は2016年4月から9月まで放映されたTVアニメーション『機動戦士ガンダムUC RE:0096』のオープニング曲、「Next 2 U -eUC-」「bL∞dy f8 -eUC-」は同エンディング曲であり、アルバムにはこれらのTVサイズ版も収録されている。
1. 「Into the Sky」（SawanoHiroyuki[nZk]:Tielle）
2. 「Next 2 U -eUC-」（SawanoHiroyuki[nZk]:naNami） - 共同作詞/作曲/編曲
3. 「bL∞dy f8 -eUC-」（SawanoHiroyuki[nZk]:Aimer）
4. 「Pretenders -eO1-」（SawanoHiroyuki[nZk]:mica）

### 進撃の巨人 イメージソング
2016年7月3日に東京国際フォーラム ホールAにて開催された「進撃！巨人中学校×進撃の巨人“進撃祭”Reading & Live Event」にて、作曲：KOHTA YAMAMOTO、監修：澤野弘之、歌唱：エレン・イェーガー（CV:梶裕貴）の「Abstract Lust」（昼公演配布）「Abstract Lust 〜Night ver.〜」（夜公演配布）が、TVアニメ「進撃の巨人」イメージソングプロジェクト第1弾として来場者全員にミュージックカードとして配布された。

### Light in the Darkness
2016年7月6日、ななみのアルバム『Light in the Darkness』（全17曲）にて、SawanoHiroyuki[nZk]:naNamiとして歌唱した『Next 2 U』の別アレンジが収録された（編曲は担当せず）。

### CRYst-Alise EP
2016年7月8日、SawanoHiroyuki[nZk]のデジタルシングル『CRYst-Alise EP』が発売され、全2曲が収録された。
「CRYst-Alise」はゲームアプリ『ヴァルハイトライジング』の主題歌に、「Rise Above (game edit)」は同ゲームのバトルテーマとなっている。
1. 「CRYst-Alise」（SawanoHiroyuki[nZk]:Tielle）
2. 「Rise Above (game edit)」（SawanoHiroyuki[nZk]:Yosh）

### Thunderbolt Fantasy 東離劍遊紀
2016年7月より10月まで放映された日本・台湾共同テレビ布袋劇（人形劇）『Thunderbolt Fantasy 東離劍遊紀』にて音楽を担当、作編曲を手掛けた全18曲が8月24日発売のアルバム『Thunderbolt Fantasy 東離劍遊紀 オリジナルサウンドトラック』に収録された。
1. 「thunderBOLTfantasy」（mpi）
2. 「show-no-feel」
3. 「tanh1」
4. 「5in4」
5. 「tfpf1」
6. 「coldsnowcrow」
7. 「GKpeople」
8. 「⚡bolt-arr1」
9. 「from either way」
10. 「kill don't 生kill-FUe」
11. 「Kguy&kill don't 生kiLL」
12. 「thedead」
13. 「蔑、guy」
14. 「⚡bolt-arr2」
15. 「tfpf2」
16. 「devigod」
17. 「Darkest」（小林未郁 / mpi）
18. 「tfpf3」

また、2016年12月7日に発売された完全生産限定版Blu-ray/DVD「Thunderbolt Fantasy 東離劍遊紀 4」には上述のオリジナルサウンドトラックに未収録の5曲を収録した『Thunderbolt Fantasy 東離劍遊紀 OUT TRACK』が付属した。
1. 「TFOUTTRACK1」
2. 「TFOUTTRACK2」
3. 「TFOUTTRACK3」
4. 「TFOUTTRACK4」
5. 「TFOUTTRACK5」

### 甲鉄城のカバネリOST アナログレコード盤
2016年9月25日、アニメ『甲鉄城のカバネリ』より、アナログレコード盤として『KABANERIOFTHEIRONFORTRESS／Warcry
KABANERI OF THE IRONFORTRESS ORIGINAL TRACKS By HIROYUKI SAWANO』が発売され「KABANERIOFTHEIRONFORTRESS（ボーカル：Eliana）」と「Warcry（ボーカル：mpi）」の2曲が収録された。

### 機動戦士ガンダムユニコーン RE:0096 COMPLETE BEST
2016年10月26日、『機動戦士ガンダムUC RE:0096』のコンプリートベストアルバムが発売され、澤野が手掛けた5曲とライブイベント“RE：UnChild”ライブ音源が収録された。
1. 「Into the Sky」（SawanoHiroyuki[nZk]:Tielle）
2. 「Next 2 U -eUC-」（SawanoHiroyuki[nZk]:naNami）
3. 「bL∞dy f8 -eUC-」（SawanoHiroyuki[nZk]:Aimer）
4. 「RE：I AM」（Aimer）
5. 「StarRingChild」（Aimer）

### CRADLE OF ETERNITY
2016年11月23日発売の、鈴華ゆう子のアルバム『CRADLE OF ETERNITY（数量限定生産盤）』（全9曲）にて、『RE: I AM』のカバー曲が収録された。

### e of s EP
2016年12月29日、SawanoHiroyuki[nZk]のデジタルシングル『e of s EP』が発売され、インストゥルメンタルも含む全4曲が収録された。
「e of s」は、ゲームアプリ『ソウルリバースゼロ』の主題歌となっている。また、「ninelie <cry-v>」は、2016年から2017年にかけて劇場公開された『甲鉄城のカバネリ 総集編』前後編の主題歌となっている。
1. 「e of s」（SawanoHiroyuki[nZk]:mizuki） - 作詞/作曲/編曲
2. 「ninelie <cry-v>」（SawanoHiroyuki[nZk]:Aimer） - 作詞/作曲/編曲
3. 「e of s (game edit)」（SawanoHiroyuki[nZk]:mizuki） - 作詞/作曲/編曲
4. 「ninelie <cry-v> (instrumental)」

## 2017年

### re:Action
2017年2月15日発売のスキマスイッチのアルバム『re:Action』（全13曲）にて1曲、「Ah Yeah!!」の編曲を担当。

### 青の祓魔師 京都不浄王篇（第2期）
2017年1月より3月まで放映されたTVアニメーション『青の祓魔師 京都不浄王篇』の音楽を担当し、作編曲を手掛けた新規12曲が2月22日発売のアルバム『青の祓魔師 京都不浄王篇 オリジナル・サウンドトラック』（2枚組、17曲 / 15曲）に収録された。
新規曲
1. 「BLUe-eXOSUiTe-toKYOto-弌」
2. 「BLUe-eXOSUiTe-toKYOto-仁」
3. 「BLUe-eXOSUiTe-toKYOto-燦」
4. 「BLUe-eXOSUiTe-toKYOto-志」
5. 「BLUe-eXOSUiTe-toKYOto-吾」
6. 「BPF1」
7. 「BPF2」
8. 「BPF3」
9. 「phosphorus十snowman1」
10. 「phosphorus十snowman2」
11. 「7guy」
12. 「f-m/byeK’s-ymbook」

再収録
1. 「祓魔師強奏曲 第三楽章：U & Cloud」
2. 「攻響組曲 DEVIL 第一楽章：D-Evil」
3. 「MATSURI」
4. 「Battle Scars <Plugless Version>」（David Whitaker）
5. 「アッシャー幻saw曲 第三楽章：die Himmlische Musik」
（井上優弥子 / 河合夕子 / 内田有）

また、2017年5月10日に発売された完全生産限定版Blu-ray/DVD『青の祓魔師 京都不浄王篇 3』には『澤野弘之/KOHTA YAMAMOTO リアレンジCD』が付属した。
「BEK-PfSolo」は「BLUe-eXOSUiTe-toKYOto-燦」〜「BLUe-eXOSUiTe-toKYOto-志」〜「Too Late To Say ( i-AM 〜 BLUE ) 」のピアノメドレーとなっている。
1. 「Too Late To Say <MODv>」（Sayulee）
2. 「BLUe-eXOSUiTe-toKYOto-吾 <MODv>」
3. 「BEK-PfSolo」

### 澤野弘之 アーティスト・ブック付録
2017年2月22日に小室哲哉、荒木哲郎との対談などを収録した澤野弘之のアーティスト・ブックが発売され、付録として未発表音源9曲を収録したCDアルバム『FANTASIA』が付属した。
1. 「Opening [Sleeping story] 〜一冊の本〜」
2. 「1st Mov:[Open a title page] 〜物語の始まり〜」
3. 「2nd Mov:[Shining town] 〜街のテーマ〜」
4. 「3rd Mov:[This-long road] 〜旅立ちのテーマ〜」
5. 「4th Mov:[Loving each other] 〜二人の恋のテーマ〜」
6. 「5th Mov:[War is over] 〜ラストシーン〜」
7. 「Ending [Fantasia] 〜希望そして旅立ち〜」
8. 「RHYTHMIC technology」
9. 「1st Mov:[Open a title page] 〜物語の始まり〜
（Reprogramming）」

### CRISIS 公安機動捜査隊特捜班
2017年4月から6月まで放送されたTVドラマ『CRISIS 公安機動捜査隊特捜班』の音楽をKOHTA YAMAMOTOと共に担当し、作編曲を手掛けた8曲（配信限定の1曲を含む）が5月24日発売のアルバム『「CRISIS 公安機動捜査隊特捜班」ORIGINAL SOUNDTRACK』（全22曲、配信限定3曲を含む）に収録された。
1. 「9a14s」（Gemie）
2. 「fire9d」
3. 「sisirc」
4. 「The Brave」（Yosh）
5. 「public-AN」
6. 「machine-motion-investigation-squad」
7. 「10/9sawHALF」
8. 「pf-9a14s」（配信限定）

### 進撃の巨人 Season 2
2017年4月から6月まで放映されたTVアニメーション『進撃の巨人 Season 2』（2期）の音楽を担当し、作編曲を手掛けた全33曲が6月7日発売の2枚組アルバム『TVアニメ「進撃の巨人 Season 2」オリジナルサウンドトラック』に収録された。
なお、以下は1期および劇場版パッケージ特典CD、劇場版前後編主題歌シングル収録分を除き列挙している。
1. 「Barricades」（Yosh / Gemie / mpi）
2. 「APETITAN」
3. 「YouSeeBIGGIRL/T:T」（Gemie）
4. 「son2seaVer」
5. 「Call of Silence」（Gemie）
6. 「ERENthe標」
7. 「attack音D」（Ruka）
8. 「AOTs2M他1」
9. 「AOTs2M他2」
10. 「AOTs2M他3」
11. 「AOTs2M他4」

#### 進撃の巨人 キャラクターイメージソング
TVアニメ「進撃の巨人」のキャラクターイメージソングシリーズの第2弾として2017年3月15日に発売されたシングル『Vol.02『No matter where you are』 ミカサ・アッカーマン（CV：石川由依）』（全3曲）にて1曲、「No matter where you are」の作曲を担当。
また、2017年6月21日発売のシングル『Vol.06『Dark Side Of The Moon』 リヴァイ（CV：神谷浩史）』（全3曲）にて1曲「Dark Side Of The Moon」、同じく同日発売の『Vol.07『Hope Of Mankind』 エルヴィン・スミス（CV：小野大輔）』（全3曲）にて1曲「Hope Of Mankind」の作曲を担当。

### Re:CREATORS
2017年4月から9月まで放送されたTVアニメーション『Re:CREATORS』の音楽を担当し、作編曲を手掛けた全34曲が6月14日発売のアルバム『Re:CREATORS Original Soundtrack -DISC1- / -DISC2-』に収録された。
DISC1
1. 「God of ink」（mpi）
2. 「rE:CRe@T0RS」
3. 「Re:3$penS」
4. 「4GL4yu8RE:E」
5. 「Hey39-udn」
6. 「RE:3343」
7. 「HERE I AM」（Gemie）
8. 「2109-a8Ru件」
9. 「AL:Lu」（Eliana）
10. 「高度8b6n」
11. 「8sawOGRE6」
12. 「Layers」（Aimee Blackschleger）
13. 「re:pianohi1tars」
14. 「∞GodMachine」
15. 「ABYSSwaltz」（Gemie）
16. 「Pf:Creators」
17. 「音:9RE:eita-zu」
18. 「BRAVE THE OCEAN」（Eliana）

DISC2
1. 「E:verydaytor1」
2. 「Pf:CreatorsII」
3. 「E:verydaytor2」
4. 「Pf:CreatorsIII」
5. 「SawElephant4ゅ」
6. 「Pf:CreatorsIV」
7. 「E:verydaytor3」
8. 「Pf:CreatorsV」
9. 「God々-ground2SAY310」
10. 「Pf:CreatorsVI」
11. 「E:verydaytor4」
12. 「○DA-world2HEN火90」
13. 「God of ink <RE:Instrumental>」
14. 「HERE I AM <RE:Instrumental>」
15. 「Layers <RE:Instrumental>」
16. 「BRAVE THE OCEAN <RE:Instrumental>」

また、2017年6月21日には完全限定生産版Blu-ray/DVD『Re:CREATORS 1』が発売され、『澤野弘之劇伴リアレンジCD』が付属した。
1. 「God of ink <MODv>」（mpi）
2. 「Layers <MODv>」（Aimee Blackschleger）
3. 「BRAVE THE OCEAN <MODv>」（Eliana）

### gravityWall/sh0ut
2017年6月28日、SawanoHiroyuki[nZk]のシングル『gravityWall/sh0ut』（全6曲）が発売された。なお、「gravityWall」「sh0ut」は共同作詞となっている。
「gravityWall」はTVアニメーション『Re:CREATORS』の前期オープニングテーマ、「sh0ut」は後期オープニングテーマ、「oldToday」は第19話挿入歌として使用されている。
1. 「gravityWall」（SawanoHiroyuki[nZk]:Tielle & Gemie） - 共同作詞/作曲/編曲
2. 「sh0ut」（SawanoHiroyuki[nZk]:Tielle & Gemie） - 共同作詞/作曲/編曲
3. 「oldToday」（SawanoHiroyuki[nZk]:mizuki） - 作詞/作曲/編曲

### Alive/Iron Hornet
2017年6月28日発売のDo As Infinityのシングル「Alive/Iron Hornet」（全5曲）にて4曲、「Alive」「Iron Hornet」とそれぞれのインストゥルメンタルの作編曲を担当。

### 2V-ALK
2017年9月20日、SawanoHiroyuki[nZk]名義のオリジナル2ndフルアルバム『2V-ALK』を発売し、過去楽曲再録も含む17曲を収録した。
新規収録となった「Amazing Trees」はPS4版『ボーダーブレイク』の主題歌となっている。また、ボーナストラックの「ëmot1on」は「BEST OF SOUNDTRACK【emU】」及びSawanoHiroyuki[nZk]「o1」の発売を記念し、2015年に行われた“澤野弘之 全国CDショップディスプレイコンテスト”最優秀店舗に書き下ろされた楽曲である。
1. 「1ntr0duct10n」
2. 「Amazing Trees」（SawanoHiroyuki[nZk]:Tielle）
3. 「gravityWall」
4. 「e of s」
5. 「Club Ki3ε」（SawanoHiroyuki[nZk]:Gemie）
6. 「VV-ALK」（SawanoHiroyuki[nZk]:Tielle） - 共同作詞/作曲/編曲
7. 「rabBIThole」（SawanoHiroyuki[nZk]:Yosh）
8. 「ninelie <cry-v>」
9. 「sh0ut」
10. 「ViEW」（SawanoHiroyuki[nZk]:mizuki） - 共同作詞/作曲/編曲
11. 「mio MARE <2v-alk_v>」（SawanoHiroyuki[nZk]:Yosh）
12. 「CRYst-Alise」
13. 「Next 2 U -eUC-」
14. 「HERE I AM <2v-alk_v>」（SawanoHiroyuki[nZk]:Gemie） - 共同作詞/作曲/編曲
15. 「Into the sky」
16. 「pian0s0l0」
17. 「ëmot1on」（BONUS TRACK）（SawanoHiroyuki[nZk]:Eliana）

### To Know You
2017年9月27日発売のDo As Infinityのシングル「To Know You」（全5曲）にて4曲、「To Know You」「唯一の事実」とそれぞれのインストゥルメンタル曲の作編曲を担当。
同楽曲は、2017年に東京ドームシティにて開催された、「TOKYO ART CITY by NAKED」のタイアップ曲となっている。

### TheサンデーNEXT
2008年10月から2011年3月まで放送された情報番組『TheサンデーNEXT』の作編曲を手掛けた全13曲が2017年11月22日発売の「日本テレビ音楽　ミュージックライブラリー〜番組BGM03」に収録された。
1. 「「THEサンデーNEXT」メインテーマ〜SN-Theme」
2. 「「THEサンデーNEXT」メインテーマ〜SN-Theme Melody Cut」
3. 「「THEサンデーNEXT」天気コーナーBGM〜SN-TENKI」
4. 「「THEサンデーNEXT」天気コーナーBGM〜SN-TENKI_Melody_Cut」
5. 「「THEサンデーNEXT」天気コーナーBGM〜SN-TENKI_rhythmic」
6. 「「THEサンデーNEXT」天気コーナーBGM〜SN-TENKI_Light」
7. 「「THEサンデーNEXT」天気コーナーBGM〜SN-TENKI_Piano_VoicePad_Only」
8. 「「THEサンデーNEXT」解説スタジオBGM〜SN-BGM」
9. 「「THEサンデーNEXT」解説スタジオBGM〜SN-BGM_Rhythm＆Chord」
10. 「「THEサンデーNEXT」解説スタジオBGM〜SN-BGM_Bass_Pad_Melo_Cut」
11. 「「THEサンデーNEXT」解説スタジオBGM〜SN-BGM_Light」
12. 「「THEサンデーNEXT」Qショット〜SN-Catch01」
13. 「「THEサンデーNEXT」Qショット〜SN-Catch02」

### 化身の獣
2017年12月6日発売のDo As Infinityのシングル「化身の獣」（全5曲）にて4曲、「化身の獣」「Silver Moon」とそれぞれのインストゥルメンタルの作編曲を担当。
「化身の獣」はTVアニメーション『十二大戦』エンディングテーマに、「Silver Moon」は、同アニメーション10話の挿入歌に使用された。

## 2018年

### ALIVE
2018年2月28日、全曲プロデュースを手掛けたDo As Infinityのアルバム『ALIVE』を発売し、過去楽曲再録も含む10曲を収録した。
1. 「〜 prologue 〜」
2. 「Alive」
3. 「GET OVER IT」
4. 「火の鳥」
5. 「To Know You」
6. 「Iron Hornet」
7. 「Silver Moon」
8. 「化身の獣」
9. 「唯一の真実」
10. 「〜 epilogue 〜」

### Binary Star/Cage
2018年4月25日、SawanoHiroyuki[nZk]のシングル『Binary Star/Cage』（全6曲）が発売された。なお、『銀河英雄伝説 Die Neue These』盤と『機動戦士ガンダムUC』盤は一部収録内容が異なる。
「Binary Star」は、TVアニメーション『銀河英雄伝説 Die Neue These』のオープニングテーマに、『Cage』はお台場の「実物大ユニコーンガンダム立像」のテーマソングとなっている。
1. 「Binary Star」（SawanoHiroyuki[nZk]:Uru）
2. 「Cage」（SawanoHiroyuki[nZk]:Tielle）
3. 「Roller Coaster」（SawanoHiroyuki[nZk]:Gemie）
4. 「Amazing Trees –extended ver.-」（SawanoHiroyuki[nZk]:Tielle）
5. 「Binary Star (instrumental)」
6. 「Cage (instrumental)」
7. 「Binary Star (TV size)」
（『銀河英雄伝説 Die Neue These』盤）
8. 「Cage (WALL-G edit)」
（『機動戦士ガンダムUC』盤）

### 七つの大罪 戒めの復活（第2期）
2018年1月から6月まで放映の『七つの大罪 戒めの復活』の音楽をKOHTA YAMAMOTO、和田貴史と共に担当し、オリジナル・サウンドトラックが完全生産限定版Blu-ray/DVDの特典CDとして、2018年4月25日、5月30日の2回に分けて発売された
。
七つの大罪 戒めの復活 OST vol.1（4月25日発売、全11曲）
1. 「[104EYES-29CA2]suite-1楽章」
2. 「[104EYES-29CA2]suite-2楽章」
3. 「[104EYES-29CA2]suite-3楽章」
4. 「[104EYES-29CA2]suite-4楽章」
5. 「104EYES-inter」

七つの大罪 戒めの復活 OST vol.2（5月30日発売、全9曲）
1. 「104EYES-piano1」
2. 「104EYES-piano2」
3. 「104EYES-piano3」
4. 「104EYES-piano4」

### 劇場版 進撃の巨人 Season 2 -覚醒の咆哮- OST
2018年1月公開の『劇場版 進撃の巨人 Season 2 -覚醒の咆哮-』Blu-ray/DVDが6月27日に発売され、初回限定版の特典CDに劇場版主題歌を含む2曲が収録された
。
1. 「Barricades <MOVIEver.>」（Yosh）
2. 「ERENthe標 <MOVIEver.>」

### 劇場版 七つの大罪 天空の囚われ人
2018年8月に公開された『劇場版 七つの大罪 天空の囚われ人』の音楽を和田貴史と共に担当し、作編曲を手掛けた新規13曲、既存9曲が8月15日発売のアルバム『劇場版 七つの大罪 天空の囚われ人 オリジナル・サウンドトラック』（2枚組、25曲 / 25曲）に収録された。
新規曲（DISC1：1〜12 ／ DISC2：13）
1. 「72-:31 X9」
2. 「銅鑼Gong4N <X9>」
3. 「96-6ki4」
4. 「L-Latte」
5. 「dEvilGODfamily復活動 <X9>」
6. 「BellRingOn」
7. 「7角: the1 <X9>」
8. 「ELIEtheBEST」
9. 「過多6-$ <X9>」
10. 「2血上-BiGsIn」
11. 「銅鑼Gong4N <X9-Orch>」
12. 「10A0D-Beet」
13. 「96-6ki4-◯4n」

再収録（DISC2）
1. 「[104EYES-29CA2]suite-1楽章」
2. 「[104EYES-29CA2]suite-2楽章」
3. 「[104EYES-29CA2]suite-3楽章」
4. 「[104EYES-29CA2]suite-4楽章」
5. 「104EYES-inter」
6. 「104EYES-piano2」
7. 「Perfect Time」（mpi / 小林未郁）
8. 「Eri0ne$」
9. 「GR雷」

### His/Story / Roll The Dice
2018年11月14日発売の西川貴教のシングル「His/Story / Roll The Dice」にて4曲、「His/Story」「Roll The Dice」とそれぞれのインストゥルメンタルの作編曲を担当。
「His/Story / Roll The Dice」は布袋劇『Thunderbolt Fantasy 東離劍遊紀 2』のオープニングテーマ並びにエンディングテーマとして使用されている。

### 機動戦士ガンダムNT
2018年11月に公開された『機動戦士ガンダムNT』の音楽を担当し、作編曲を手掛けた15曲が11月28日発売のアルバム『機動戦士ガンダムNT オリジナル・サウンドトラック』に収録された。
また、ボーナストラックの「機動戦士ガンダムUC RE:MIX0096」は、『機動戦士ガンダムUC』の楽曲を再アレンジし、メドレーとしたものであり、お台場「実物大ユニコーンガンダム立像」夜演出プログラムに使用されている。
1. 「Vigilante」（mpi / Gemie）
2. 「symphonicsuiteNT-no1」
3. 「symphonicsuiteNT-no2」
4. 「symphonicsuiteNT-no3」
5. 「symphonicsuiteNT-no4」
6. 「symphonicsuiteNT-no5」
7. 「Vigilante <ver0.5+@>」（mpi / Gemie）
8. 「synthenicsuiteNT-no1」
9. 「synthenicsuiteNT-no2」
10. 「pianoNT1」
11. 「pianoNT2」
12. 「pianoNT3」
13. 「Vigilante (Inst)」
14. 「Vigilante <ver0.5+@> （Inst）」
15. 「［BONUS TRACK］機動戦士ガンダムUC RE:MIX0096」

### narrative/NOISEofRAIN
2018年11月28日、SawanoHiroyuki[nZk]のシングル『narrative/NOISEofRAIN』が発売され、インストゥルメンタルを含む6曲が収録された。
「narrative」は『機動戦士ガンダムNT』主題歌に、「Cage <NTv>」は同作品の挿入歌となっている。
1. 「narrative」（SawanoHiroyuki[nZk]:LiSA）
2. 「NOISEofRAIN」（SawanoHiroyuki[nZk]:Takanori Nishikawa）
3. 「Christmas Scene」（SawanoHiroyuki[nZk]:mizuki & Tielle）
4. 「Cage <NTv>」（SawanoHiroyuki[nZk]:Tielle）

### Thunderbolt Fantasy 東離劍遊紀 2
2018年10月より12月まで放映された日本・台湾共同テレビ布袋劇（人形劇）『Thunderbolt Fantasy 東離劍遊紀 2』にて和田貴史と共に音楽を担当し、作編曲を手掛けた「His/Story」「Roll The Dice」のTVサイズver.を含む9曲が12月26日発売のアルバム『Thunderbolt Fantasy 東離劍遊紀2 オリジナル・サウンドトラック』（全18曲）に収録された。
1. 「His/Story (OP ver.)」（西川貴教）
2. 「Thunder801tFantasy2」
3. 「TBFworld」
4. 「○KN」
5. 「TPF-1」
6. 「TPF-2」
7. 「TPF-3」
8. 「TPF-4」
9. 「Roll The Dice (ED ver.)」（西川貴教）

### 『機動戦士ガンダムＵＣ』Unreleased Soundtrack
2018年11月に公開された『機動戦士ガンダムNT』の5週目入場者特典として、『機動戦士ガンダムＵＣ』の劇伴作成過程において、世に出ることのなかった未発表音源が『「機動戦士ガンダムＵＣ」Unreleased Soundtrack』（全6曲）として配布された。
1. 「M2A_Final [LoopCut]」
2. 「M14A_Final [LoopCut]」
3. 「M16A_Final [LoopCut]」
4. 「M26_Final」
5. 「UC2M9_Final#2」
6. 「UC4M10c_Final」

## 2019年

### MiX 〜面白いほどよくわかるノンストップSACRA MUSIC〜
2019年1月23日、『MiX 〜面白いほどよくわかるノンストップSACRA MUSIC〜』（全20曲）が発売され、SawanoHiroyuki[nZk]:Tielle&Gemieの「sh0ut（「MiX」ver.）」、SawanoHiroyuki[nZk]:mizukiの「&Z（「MiX」ver.）」が収録された。

### 『機動戦士ガンダムUC』ニューベストOST
2019年2月26日、『機動戦士ガンダムUC』のBlu-ray BOXが発売され、初回限定版特典として、澤野弘之が新たに選出した13曲と、Blu-ray BOXイメージソングの「Unti-L (short ver.)」を収録した『「機動戦士ガンダムUC」ニューベストサウンドトラックCD』が同梱された。
1. 「0001」
2. 「MINEVA」
3. 「AUDREY」
4. 「RE:I AM MARIE」
5. 「BRING ON A WAR」
6. 「RIDDHE」
7. 「20140517」
8. 「DESERT」
9. 「INFERNAL AFFAIRS」
10. 「NEO ZEON」
11. 「MARTHA」
12. 「UNICORN GUNDAM」
13. 「MGUC」※CD初収録
14. 「Unti-L (short ver.)」（SawanoHiroyuki[nZk]:ASCA）

### R∃/MEMBER
2019年3月6日、SawanoHiroyuki[nZk]名義のオリジナル3rdフルアルバム『R∃/MEMBER』を発売し、全11曲を収録した。
新たに収録された「ME & CREED <nZkv>」はスマートフォンアプリ『青の祓魔師 DAMNED CHORD』主題歌、「Unti-L」は『機動戦士ガンダムUC』Blu-ray BOX イメージソングとなっている。
1. 「Glory -into the RM-」（SawanoHiroyuki[nZk]:SUGIZO）
2. 「EVERCHiLD」（SawanoHiroyuki[nZk]:Akihito Okano (ポルノグラフィティ)）
3. 「never gonna change」（SawanoHiroyuki[nZk]:スキマスイッチ）
4. 「narrative」
5. 「i-mage」（SawanoHiroyuki[nZk]:Aimer）
6. 「NOISEofRAIN」
7. 「Binary Star」
8. 「ME & CREED <nZkv>」（SawanoHiroyuki[nZk]:さユり）
9. 「Unti-L」（SawanoHiroyuki[nZk]:ASCA）
10. 「Cage」
11. 「REMEMBER」

### SINGularity
2019年3月6日発売の西川貴教の1stアルバム『SINGularity』（全13曲）にて「SINGularity」の作編曲を担当し、2018年11月に発売されたシングルから「His/Story」「Roll The Dice」が収録された。

### Penny Rain
2019年4月10日発売のAimerの5thアルバム『Penny Rain』（全10曲）にて「i-mage <in/AR>」の作詞、作編曲を担当。
同楽曲は3月6日にリリースされたSawanoHiroyuki[nZk]の3rd album『R∃/MEMBER』に収録されたSawanoHiroyuki[nZk]:Aimer「i-mage（読み：イマージ）」のリアレンジ楽曲となる。

### 甲鉄城のカバネリ COMPLETE SOUNDTRACK
2019年4月24日、『甲鉄城のカバネリ COMPLETE SOUNDTRACK』が発売され、TVシリーズ楽曲に加え、映画「海門決戦」、ゲーム「-乱- 始まる軌跡」に使用された全53曲（3枚組）が収録された。
なお、以下はOST1、アウトトラックス&リアレンジCD収録分を除き列挙している。
1. 「S_TEAM」（Eliana）
2. 「ninelie (Lv)」（Laco）
3. 「KABANERI-SEAGATE弌」
4. 「KABANERI-SEAGATE二」
5. 「S_TEAM（Instrumental）」
6. 「ninelie(Lv)（Instrumental）」
7. 「S_TEAM -Orchestra ver-」（編曲：KOHTA YAMAMOTO）

### プロメア
2019年5月から公開された映画『プロメア』の音楽を担当し、作編曲を手掛けた全21曲が5月24日発売のアルバム『プロメア オリジナル・サウンドトラック』に収録された。
また、本作の劇中歌メドレーPVも公開されている。
2020年3月20日、オフィシャルYouTubeチャンネルにて、「Inferno」LIVE［nZk］006 ver.がこれまでのライブ映像に乗せて公開された。
1. 「Inferno」（Benjamin / mpi）
2. 「PRO//MARE」
3. 「GAL-OTHY-MOS」
4. 「Λsʜᴇs」（Gemie）
5. 「WORLDBIGFLAMEUP」
6. 「PROMARETHEME」
7. 「BangBangBUR!...n?」
8. 「NEXUS」（Laco）
9. 「BAR2tsuSH」
10. 「DeusPRO召す」
11. 「fanFAREpiZZA」
12. 「Λsʜᴇs 〜RETURNS〜」（Gemie）
13. 「燃焼ING-RES9」
14. 「BAR2NG4女14yoN」（Gemie）
15. 「904SITE」
16. 「REG-GIRT」
17. 「RE:0」
18. 「PIROMARE」
19. 「Gallant Ones」（Benjamin / mpi）
20. 「stre:0ings」
21. 「火-YO!人」

### Lounge
2019年6月5日、Do As Infinityのリアレンジ・アルバム『Lounge』（全11曲）にて2017年発売のシングル『To Know You』のSin（橋本しん）によるリアレンジが収録された。

### キルラキル COMPLETE SOUNDTRACK
2019年6月26日、TVアニメーション『キルラキル COMPLETE SOUNDTRACK』が発売され、作編曲を手掛けたOST1、パッケージ特典のOST2、リアレンジ&リミックスCDを含む全46曲（3枚組）が収録された。

### 進撃の巨人 Season 3
2018年7月から翌年7月にかけて放映されたTVアニメーション『進撃の巨人 Season 3』（3期）の音楽を担当し、作編曲を手掛けた全31曲が6月26日発売の『「進撃の巨人 Season 3」オリジナル・サウンドトラック』（2枚組）に収録された。
2019年7月22日、「Call your name <Gv>」が、オフィシャルYouTubeチャンネルで公開されているセルフカバー Studio Liveシリーズ「[-30k]re:tuneS」にて、SawanoHiroyuki［nZk］［-30k］re:tuneS 『Call your name <Gv>』として公開された。
DISC1
1. 「K2-」
2. 「Zero Eclipse」（Laco）
3. 「SymphonicSuite[AoT]Part1-1st:0Sk」
4. 「SymphonicSuite[AoT]Part1-2nd:一s十りA」
5. 「SymphonicSuite[AoT]Part1-3rd:BARRIchestra」
6. 「SymphonicSuite[AoT]Part1-4th:7-b@$」
7. 「K21」（David Whitaker）
8. 「AoTs3-3spens/21石」
9. 「Call your name <Gv>」（Gemie）
10. 「SymphonicSuite[AoT]Part2-1st:ətˈæk 0N tάɪtn <WMId>」（Eliana）
11. 「SymphonicSuite[AoT]Part2-2nd:ShingekiNoKyojin」
12. 「SymphonicSuite[AoT]Part2-3rd:Before Lights Out」（Laco）
13. 「SymphonicSuite[AoT]Part2-4th:2An」
14. 「SymphonicSuite[AoT]Part2-5th:Apple Seed」（mpi / Laco）
15. 「SymphonicSuite[AoT]Part2-6th:ThanksAT」
16. 「ERENthe標 <MOVIEver.>」*再収録
17. 「Barricades <MOVIEver.>」（Yosh）*再収録

DISC2
1. 「AoTs3-PF1」
2. 「T-KT」
3. 「A1Gう」（Aimee Blackschleger）
4. 「AoTs3-PF2」
5. 「AoTs3-1000略」
6. 「tooth-i:」
7. 「LENぞ97n10火巨説MAHLE」
8. 「K21 (Instrumental)」
9. 「Zero Eclipse (Instrumental)」
10. 「Barricades <MOVIEver.> (Instrumental)」
11. 「Call your name <Gv> (Instrumental)」
12. 「ətˈæk 0N tάɪtn <WMId> (Instrumental)」
13. 「Before Lights Out (Instrumental)
14. 「Apple Seed (Instrumental)」

### GUNDAM SONG COVERS
2019年8月7日、森口博子が歌うガンダム楽曲カバーアルバム『GUNDAM SONG COVERS』（全11曲）が発売され、作詞作曲を手掛けた「RE:I AM / with TSUKEMEN」収録された。

### サイン -法医学者 柚木貴志の事件-
2019年7月から9月まで放送されたTVドラマ『サイン -法医学者 柚木貴志の事件-』の音楽をKOHTA YAMAMOTOと共に担当し、作編曲を手掛けた4曲が9月11日発売のアルバム『「サイン -法医学者 柚木貴志の事件-」オリジナル・サウンドトラック』（全22曲）に収録された。
1. 「31N-M」
2. 「31N-S」
3. 「31N-A」
4. 「31N-P」

### Do As Infinity
2019年9月25日発売のDo As Infinity 13thアルバム『Do As Infinity』（全10曲）にて「Believe In Your Emotion」の作編曲を担当。

### Tranquility/Trollz
2019年10月2日、SawanoHiroyuki[nZk]のシングル『Tranquility/Trollz』（全6曲）が発売された。
「Tranquility」は、2019年9月27日に劇場公開されたアニメ『銀河英雄伝説 Die Neue These 星乱』のエンディングテーマとなっている。
1. 「Tranquility」（SawanoHiroyuki[nZk]:Anly）
2. 「Trollz」（SawanoHiroyuki[nZk]:Laco）
3. 「Felidae」（SawanoHiroyuki[nZk]:Gemie & Tielle）
4. 「Binary Star_moll」（SawanoHiroyuki[nZk]:Uru）
5. 「Tranquility (instrumental)」
6. 「Trollz (instrumental)」

### Crescent Cutlass
2019年10月23日発売の西川貴教の3rdシングル『Crescent Cutlass』（全4曲）にて、「Crescent Cutlass」（インストゥルメンタルを含む）と「Claymore」の作編曲を担当。
「Crescent Cutlass」は2019年10月25日に公開された映画「Thunderbolt Fantasy 西幽玹歌」の主題歌となっている。

### PARADE
2019年10月30日発売のHey! Say! JUMPの7thアルバム『PARADE』（全16曲）にて、「CALL & PRAY」の作詞作編曲を担当。

### 百歌繚乱
2019年11月6日発売のASCAの1stアルバム『百歌繚乱』（全13曲）にて、「Unti-L <100S-R2> with mizuki」の作詞作編曲を担当。

### 機動戦士ガンダム 40th Anniversary BEST ANIME MIX vol.2
2019年12月11日、『機動戦士ガンダム』の40周年を記念したCD第2弾『機動戦士ガンダム 40th Anniversary BEST ANIME MIX vol.2』（全40曲）が発売され、mpi / Gemieをボーカリストに迎えた「Vigilante（機動戦士ガンダムNT）」、SawanoHiroyuki[nZk]:Tielle名義の「Into the Sky（機動戦士ガンダムUC RE:0096）」が収録された。

## 2020年

### Inside Your Head
2020年1月15日発売のSurvive Said The Prophetのアルバム『Inside Your Head』（全12曲）にて1曲、「3 A.M.」のストリングスアレンジとピアノ演奏を担当。

### プロメア リミックス&リアレンジ CD
2020年2月5日に発売された完全生産限定版の『映画 プロメア Blu-ray＆DVD』に新たに既存楽曲をリアレンジしたアルバム『プロメア リアレンジ&リミックスCD』が付属、新規アレンジされたボーカル曲3曲、新曲1曲、各種インストゥルメンタルの計10曲が収録された 。
1. 「Inferno <MODv>」（Benjamin / mpi）
2. 「NEXUS <MODv>」（Laco）
3. 「Λsʜᴇs <MODv>」（Gemie）
4. 「Gallant Ones <MODv>」（Benjamin / mpi）
5. 「eramorp」（naNami）
6. 「Inferno <MODv> (Instrumental)」
7. 「NEXUS <MODv> (Instrumental)」
8. 「Λsʜᴇs <MODv> (Instrumental)」
9. 「Gallant Ones <MODv> (Instrumental)」
10. 「eramorp (Instrumental)」

### プロメアOST アナログレコード盤
2020年2月5日、『映画 プロメア オリジナル・サウンドトラック アナログレコード盤』（全22曲）が発売され既存の21曲に加え、ボーナストラックとして新たに「Inferno（ending ver.）（ボーカル：Benjamin / mpi）」が収録された。

### 七つの大罪 神々の逆鱗（第3期）
2019年10月から翌年3月まで放映のTVアニメ『七つの大罪 神々の逆鱗』の音楽をKOHTA YAMAMOTO、和田貴史と共に担当し、作編曲を手掛けた4曲が2020年2月12日発売の『七つの大罪 神々の逆鱗 Blu-ray / DVD BOX Ⅰ』の特典CDとしてオリジナル・サウンドトラック（全13曲）が収録された。
1. 「72-:THE1/KG-GR-1」
2. 「72-:THE1/KG-GR-2」
3. 「72-:THE1/KG-GR-3」
4. 「72-:THE1/KG-GR-4」

### オリオンブルー
2020年3月18日発売のUruの2ndアルバム『オリオンブルー』（全14曲）にて2018年4月に発売されたSawanoHiroyuki[nZk]のシングル『Binary Star/Cage』から「Binary Star」がスペシャルトラックとして収録された。

### BEST OF VOCAL WORKS [nZk] 2
2020年4月8日、劇伴作家デビュー15周年を記念したDISC3にCD初収録3曲を含む2枚目のボーカルベストアルバム（3CD+Blu-ray［初回生産限定盤］、18曲 / 17曲 / 3曲）が『澤野弘之『BEST OF VOCAL WORKS [nZk] 2』として発売された。
新規収録の「BELONG」は小説・コミック『Fate/strange Fake』のCMソングとなっている。
また、2020年3月27日、同曲は様々なアーティストが一発撮りのパフォーマンスを披露するYouTubeチャンネルTHE FIRST TAKEにて、ピアノとボーカルだけの特別なアレンジで公開された。
DISC1 (Side 澤野弘之)
1. 「Inferno」（Benjamin Anderson / mpi）
2. 「StarRingChild」（Aimer）
3. 「Warcry」（mpi）
4. 「Alive」（Do As Infinity）
5. 「Zero Eclipse」（Laco）
6. 「Next of Kin」（Benjamin Anderson）
7. 「Barricades」（Yosh / Gemie / mpi）
8. 「BRAVE THE OCEAN」（Eliana）
9. 「ninelie」（Aimer with chelly）
10. 「Vigilante」（mpi / Gemie）
11. 「The Brave」（Yosh）
12. 「No differences」（Aimee Blackschleger）
13. 「NEXUS」（Laco）
14. 「God of ink」（mpi）
15. 「Roll The Dice」（西川貴教）
16. 「Release My Soul」（Aimee Blackschleger）
17. 「S_TEAM」（Eliana）
18. 「theDOGS」（mpi）

DISC2 (Side SawanoHiroyuki［nZk］)
1. 「aLIEz」（SawanoHiroyuki[nZk]:mizuki）
2. 「REMEMBER」（SawanoHiroyuki[nZk]）
3. 「X.U.」（SawanoHiroyuki[nZk]:Gemie）
4. 「Into the Sky」（SawanoHiroyuki[nZk]:Tielle）
5. 「Binary Star」（SawanoHiroyuki[nZk]:Uru）
6. 「sh0ut」（SawanoHiroyuki[nZk]:Tielle & Gemie）
7. 「scaPEGoat」（SawanoHiroyuki[nZk]:Yosh）
8. 「Cage」（SawanoHiroyuki[nZk]:Tielle）
9. 「&Z」（SawanoHiroyuki[nZk]:mizuki）
10. 「narrative」（SawanoHiroyuki[nZk]:LiSA）
11. 「gravityWall」（SawanoHiroyuki[nZk]:Tielle & Gemie）
12. 「Tranquility」（SawanoHiroyuki[nZk]:Anly）
13. 「e of s」（SawanoHiroyuki[nZk]:mizuki）
14. 「NOISEofRAIN」（SawanoHiroyuki[nZk]:Takanori Nishikawa）
15. 「CRYst-Alise」（SawanoHiroyuki[nZk]:Tielle）
16. 「A/Z」（SawanoHiroyuki[nZk]:mizuki）
17. 「BELONG」（SawanoHiroyuki[nZk]:Yosh）

DISC3（初回生産限定盤）
1. 「N01R」（Tielle）※スマートフォンアプリ「機動戦隊アイアンサーガ」ED
2. 「Sea of Fire」（mizuki）※スマートフォンアプリ「機動戦隊アイアンサーガ」OP
3. 「Unordinary」（CASG(Caramel Apple Sound Gadget)）※スマートフォンアプリ「三国志英歌」

### 機動戦士ガンダム 40th Anniversary Album 〜BEYOND〜
2020年4月29日、TVアニメ「機動戦士ガンダム」シリーズの放送開始40周年を記念して、SUGIZO（LUNA SEA）が監修するアルバム『機動戦士ガンダム 40th Anniversary Album 〜BEYOND〜』（配信版、全13曲）が先行配信され、「EGO <SODv> feat. mizuki & SUGIZO」が収録された。
発売が延期されていたCD版は6月24日に発売された（全21曲、DISC2は完全生産限定盤と初回限定盤のみ）。

### Chaos Drifters / CRY
2020年7月29日、SawanoHiroyuki[nZk]の9thシングル『Chaos Drifters / CRY』（全5曲）が発売された。
「Chaos Drifters」は、TVアニメ「ノー・ガンズ・ライフ」オープニングテーマ、「CRY」は「銀河英雄伝説 Die Neue These」NHK版オープニングテーマとなっている。
1. 「Chaos Drifters」（SawanoHiroyuki[nZk]:Jean-Ken Johnny）
2. 「CRY」（SawanoHiroyuki[nZk]:mizuki）
3. 「Bios-LaZaRuS」（SawanoHiroyuki[nZk]:Gemie & Tielle）
4. 「Chaos Drifters (instrumental)」（通常盤）
5. 「CRY (instrumental)」（通常盤）
6. 「Chaos Drifters (TV size)」（期間生産限定盤A）
7. 「CRY (TV size)」（期間生産限定盤B）

### リスアニ！MIX by DJ和 〜10th Anniversary Selection〜
2020年10月28日、アニメ音楽誌「リスアニ！」の10周年を記念して『リスアニ！MIX by DJ和 〜10th Anniversary Selection〜』（全44曲）が発売され、SawanoHiroyuki[nZk]:mizukiの「A/Z」が収録された。

### 「進撃の巨人」〜クロニクル〜 主題歌
2020年11月18日、TVシリーズSeason 1〜3を再編集した総集編『劇場版「進撃の巨人」〜クロニクル〜』のBlu-ray&DVDが発売され、初回限定版に『澤野弘之リアレンジver. EDテーマCD』が付属し、「ətˈæk 0N tάɪtn <WMld>」(ボーカル: Eliana)、「Before Lights Out」(ボーカル: Laco)、「ThanksAT」をリアレンジ、メドレーとし、主題歌として使用された「AOT2013-2019」が収録された。

### 「劇場版ポケットモンスター ココ」テーマソング集
2020年12月22日発売の岡崎体育プロデュースによる『「劇場版ポケットモンスター ココ」テーマソング集』（全10曲）にて1曲、「ココ featuring vocal Beverly」（オープニングテーマ）の編曲を担当。

### THE FIRST TAKE
2020年3月27日と4月8日に様々なアーティストが一発撮りのパフォーマンスを披露するYouTubeチャンネルTHE FIRST TAKEにて、「BELONG」と「aLIEz」がピアノとボーカルだけの特別なアレンジで公開された際の音源が、同年12月25日、SawanoHiroyuki[nZk]:Yosh (Survive Said The Prophet)「BELONG - From THE FIRST TAKE」、SawanoHiroyuki[nZk]:mizuki「aLIEz - From THE FIRST TAKE」としてデジタル配信された。

## 2021年

### 光あれ
2021年1月20日発売の岡野昭仁による新プロジェクト第一弾シングル『光あれ』（配信リリース）にて作編曲を担当。
同曲は、2021年1月3日より放送されたTVアニメ『七つの大罪 憤怒の審判』第1クールオープニングテーマとなっている。

### To Redefine / To Be Defined
2021年1月20日発売のSurvive Said The Prophetのアルバム『To Redefine / To Be Defined』（全20曲）にて1曲、「3 A.M. (To Be Defined ver.) 」ストリングスアレンジとピアノ演奏を担当。

### iv
2021年3月3日、SawanoHiroyuki[nZk]の4thアルバム『iv』（全16曲）が発売された。

新規収録の「time」は2021年1月より放送されたTVアニメ『七つの大罪憤怒の審判』第1クールエンディングテーマとなっている。
1. 「IV」
2. 「FLAW(LESS)」（SawanoHiroyuki[nZk]:Yosh）
3. 「FAVE」（SawanoHiroyuki[nZk]:AiNA THE END）
4. 「Chaos Drifters」（SawanoHiroyuki[nZk]:Jean-Ken Johnny）
5. 「N0VA」（SawanoHiroyuki[nZk]:naNami）
6. 「Tranquility」（SawanoHiroyuki[nZk]:Anly）
7. 「time」（SawanoHiroyuki[nZk]:ReoNa）
8. 「Trollz」（SawanoHiroyuki[nZk]:Laco）
9. 「Till I」（SawanoHiroyuki[nZk]:優里）
10. 「Felidae <iv-ver.>」（SawanoHiroyuki[nZk]:Gemie & Tielle）
11. 「CRY」（SawanoHiroyuki[nZk]:mizuki）
12. 「膏」（SawanoHiroyuki[nZk]:okazakitaiiku）
13. 「OUT OF “iv”」
14. 「Barricades <MODv>」（SawanoHiroyuki[nZk]:Yosh）
15. 「Keep on keeping on <MODv>」（SawanoHiroyuki[nZk]:mizuki）
16. 「NEXUS <PODv>」（SawanoHiroyuki[nZk]:Laco）

### KOKO
2021年3月16日、編曲を担当した『劇場版 ポケットモンスター ココ』オープニングテーマ「ココ featuring vocal Beverly」の英語ver.「KOKO」が配信リリースされた。

### Eden through the rough
2021年4月21日発売の西川貴教の4thシングル『Eden through the rough』（全4曲）にて、「Judgement」とインストゥルメンタルの作編曲を担当。
「Judgement」は布袋劇『Thunderbolt Fantasy 東離剣遊紀 3』のオープニングテーマとなっている。

### Avid / Hands Up to the Sky
2021年6月9日、SawanoHiroyuki[nZk]の10thシングル『Avid / Hands Up to the Sky』（全7曲）が発売された。

「Avid」と「Hands Up to the Sky」はTVアニメ『８６―エイティシックス―』第1クール エンディングテーマとなっている。
1. 「Avid」（SawanoHiroyuki[nZk]:mizuki）
2. 「Hands Up to the Sky」（SawanoHiroyuki[nZk]:Laco）
3. 「A/Z <MODv> 」（SawanoHiroyuki[nZk]:mizuki）
4. 「Tranquility <MODv>」（SawanoHiroyuki[nZk]:Anly）
5. 「Into the Sky <MODv>」（SawanoHiroyuki[nZk]:Tielle）
6. 「Avid (instrumental)」（初回生産限定盤）
7. 「Hands Up to the Sky (instrumental)」（初回生産限定盤）
8. 「Avid (TV size)」（期間生産限定盤）
9. 「Hands Up to the Sky (TV size)」（期間生産限定盤）

### 機動戦士ガンダム 閃光のハサウェイ
2021年6月11日に公開された映画『機動戦士ガンダム 閃光のハサウェイ』の音楽を担当し、同日、作編曲を手掛けた全18曲が劇場限定版Blu-ray特典として発売、及び配信され『「機動戦士ガンダム 閃光のハサウェイ」オリジナル・サウンドトラック』に収録された。

2021年11月26日、Blu-ray特装限定版特典として収録。2021年12月下旬には完全受注生産としてアナログレコード盤が発売された。
1. 「Möbius」（mpi、Laco、Benjamin）
2. 「Ξ」（配信版曲名：XI）
3. 「EARth」
4. 「CC···12yl」
5. 「♂hUNTer」（配信版曲名：MANhUNTer）
6. 「KNS」
7. 「uc0105」
8. 「83UeI」
9. 「MNE」
10. 「TRACER」（Benjamin）
11. 「G1×2」
12. 「mSgH」
13. 「car5p3 / pε-nεlopε-」（配信版曲名：PENELOPE）
14. 「ESIRNUS」
15. 「kdk-GT」
16. 「UCNT0100」
17. 「[I]」
18. 「20200723zr」

### 進撃の巨人 The Final Season
2020年12月より放映されたTVアニメ『進撃の巨人 The Final Season』（4期）の音楽をKOHTA YAMAMOTOと共に担当し、作編曲を手掛けた3曲が、2021年6月23日配信リリースされた『「進撃の巨人 The Final Season」Original Soundtrack』（全23曲）に収録された。
1. 「AoTF-s1」
2. 「AoTF-s2」
3. 「AoTF-s3」

### その先の光へ
2021年7月2日発売の岡野昭仁による第二弾シングル『その先の光へ』（配信リリース）にて作編曲を担当。
同曲は、同年7月2日より公開された映画『劇場版 七つの大罪 光に呪われし者たち』主題歌となっている。

### 劇場版 七つの大罪 光に呪われし者たち
2021年7月2日に公開された映画『劇場版 七つの大罪 光に呪われし者たち』の音楽をKOHTA YAMAMOTOと共に担当し、作編曲を手掛けた4曲が同日に配信リリースされ『「劇場版 七つの大罪 光に呪われし者たち」オリジナル・サウンドトラック』（全28曲）に収録された。
1. 「7TZ-HNMT1」
2. 「銅鑼Gong4N <HNMT>」
3. 「7TZ-HNMT2」
4. 「Perfect Time <HNMT>」（mpi / Eliana）

### ８６―エイティシックス―
2021年4月より放映されたTVアニメ『８６―エイティシックス―』の音楽をKOHTA YAMAMOTOと共に担当し、作編曲を手掛けた17曲が7月7日発売の『「８６―エイティシックス―」オリジナル・サウンドトラック』（全42曲、2枚組）に収録された。
1. 「THE ANSWER」（Laco）
2. 「8SIX」
3. 「RE:g1-ON」
4. 「JaguarN0-10」
5. 「Voices of the Chord」（Gemie）
6. 「sp∃ar」
7. 「4N」
8. 「6eighty」
9. 「2side」
10. 「9re7」
11. 「ZERO×5」
12. 「!”#$%&'()0」
13. 「pianoVIIIVI-i」
14. 「pianoVIIIVI-ii」
15. 「pianoVIIIVI-iii」
16. 「pianoVIIIVI-iv」
17. 「CELLOpianoVIIIVI」

2021年10月27日にはBlu-ray/DVD『８６―エイティシックス― 4』が発売、完全生産限定版の特典CDとして『劇伴リアレンジ＆アウトトラックス』（全21曲）が付属し、作編曲を手掛けた6曲が収録された。
1. 「THE ANSWER <MODv>」（Laco）
2. 「8SIX <vcpf-ver.>」
3. 「8SIX <gt-ver.>」
4. 「THE ANSWER (instrumental)」
5. 「Voices of the Chord (instrumental)」
6. 「THE ANSWER <MODv> (instrumental)」

### Thunderbolt Fantasy 東離劍遊紀 3
2021年4月より放映された布袋劇『Thunderbolt Fantasy 東離劍遊紀 3』の音楽をKOHTA YAMAMOTO、和田貴史と共に担当。

作編曲を手掛けた3曲が7月14日発売のBlu-ray＆DVD第1巻完全生産限定版特典として、Original Soundtrack Vol.1（全6曲）が収録された。
1. 「TBF3-OP1」
2. 「TBF3-OP2」
3. 「TBF3-OP3」

同年8月18日には、Blu-ray＆DVD第2巻完全生産限定版特典として、「妖魔刑亥」（「Kguy」をKOHTA YAMAMOTOが追加作曲・編曲）が、Original Soundtrack Vol.2（全6曲）に収録された。

### キングダム 第3シリーズ
2020年4月及び2021年5月より放映されたTVアニメ『キングダム 第3シリーズ』の音楽をKOHTA YAMAMOTOと共に担当し、作編曲を手掛けた11曲が7月21日発売の『「キングダム -合従軍編-」Original Soundtrack』（全67曲）に収録された。
1. 「KINGDOM-DUE」（mpi / Gemie）
2. 「KINGDOM-合」
3. 「KINGDOM-従」
4. 「KINGDOM-軍」
5. 「KINGDOM-VIE」（mpi / Benjamin）
6. 「KINGDOM-pf1」
7. 「KINGDOM-pf2」
8. 「KINGDOM-信」
9. 「KINGDOM-政」
10. 「KINGDOM-DUE <inst>」
11. 「KINGDOM-VIE <inst>」

### kIng
2021年7月21日発売の鈴木瑛美子の2ndシングル『kIng』（全3曲）にて、「kIng」の作編曲を担当。
同曲はTVアニメ『キングダム 第3シリーズ』の第2クール エンディングテーマとなっている。

同年8月14日には、「kIng – TV anime ver.」「kIng – TV anime ver. Instrumental」が配信リリースされた。

### 七つの大罪 憤怒の審判
2021年1月より放映されたTVアニメ『七つの大罪 憤怒の審判』の音楽をKOHTA YAMAMOTO、和田貴史と共に担当。
作編曲を手掛けた1曲「TSADS-FP1」が9月15日発売の『七つの大罪 憤怒の審判 Blu-ray / DVD BOX Ⅰ』特典CDのオリジナル・サウンドトラック（全11曲）に収録された。

### Never Stop
2021年10月26日、荒野行動YouTubeチャンネルにて「荒野行動×澤野弘之、荒野行動4周年テーマソング『Never Stop』」(ボーカル: Laco)のミュージックビデオが公開。
2021年11月14日には「Never Stop (feat. Laco)」「Never Stop [Instrumental]」の2曲が配信リリースされた。

### PIANO solo album「scene」
2021年12月22日、SawanoHiroyuki Official FanClub【-30k】にて公開されてきたピアノ演奏の音源を収録したピアノソロアルバム『scene』（全19曲）が発売、新録の「pianoBLUE」「Silent Night」を含む全19曲が収録された。
1. 「scene」
2. 「Blue Dragon」
3. 「MOBILE SUIT GUNDAM UC-medley」
4. 「YouSeeBIGGIRL→Thanks AT」
5. 「ΛSHES→Inferno」
6. 「LiVE/EViL」
7. 「IRYU Team Medical Dragon-medley」
8. 「κr0nё」
9. 「KABANERIOFTHEIRONFORTRESS」
10. 「RE:I AM MARIE」
11. 「from sunset to sunrise」
12. 「WATER LIGHT」
13. 「Ξ」
14. 「Into the Sky」
15. 「Eri0ne$」
16. 「PIANO[-30k]-001」
17. 「Call your name」
18. 「pianoBLUE」
19. 「Silent Night」（編曲）

## 2022年

### LilaS
2022年3月20日、SawanoHiroyuki[nZk]のデジタルシングル「LilaS」（読み：リラ）が配信された。
ゲストボーカルにリーガルリリーのたかはしほのかを迎えた同曲は、TVアニメ『８６―エイティシックス―』第23話（最終話）のエンディングテーマとなっており、使用されたシーンをミュージックビデオとしたSawanoHiroyuki[nZk]:Honoka Takahashi『LilaS』×TVアニメ「８６―エイティシックス―」Collaboration Movieが最終話放送直後に公開。並びに音源も配信開始となった。

### Dignified
2022年4月13日、澤野がプロデュースを手掛けるSennaRinのDebut EP『Dignified』が発売、全7曲が収録された。
- 「BEEP」J SPORTSラグビーテーマソング
- 「melt」劇場アニメ『銀河英雄伝説 Die Neue These 激突 / 策謀』テーマソング
- 「dust」劇場アニメ『銀河英雄伝説 Die Neue These 激突 / 策謀』主題歌
- 「証」テレビ東京『THE MAKERS 〜突破の条件〜』テーマソング

1. 「Dignified-IN」
2. 「BEEP」
3. 「melt」
4. 「Limit-tension」
5. 「dust」
6. 「証」
7. 「Dignified-OUT」

### バブル
2022年5月13日より公開された映画『バブル』の音楽を担当し、作編曲を手掛けた26曲（内8曲は配信限定）が5月11日発売の『「バブル」オリジナル・サウンドトラック』（全29曲）に収録された。
1. 「BUBBLE」
2. 「BATTLEKOUR」
3. 「BB」
4. 「JU-RYOKU ver.2」
5. 「BB2」
6. 「MERMAID」
7. 「HIBIKI」
8. 「UTAtoHIBIKI」（りりあ。）
9. 「UNDERTAKER」
10. 「BB×UT」
11. 「PARKOUR」（りりあ。）
12. 「UTA」
13. 「2ndBUBBLE」
14. 「TOWER」
15. 「NE-SAMA」（りりあ。）
16. 「BUBBLE-cho.」
17. 「BUBBLE-THEME」
18. 「色彩」（りりあ。）
19. 「BUBBLE-outtake1」（配信限定）
20. 「BUBBLE-outtake2」（配信限定）
21. 「BUBBLE-outtake3」（配信限定）
22. 「BUBBLE-outtake4」（配信限定）
23. 「BUBBLE-outtake5」（配信限定）
24. 「BUBBLE-outtake6」（配信限定）
25. 「BUBBLE-outtake7」（配信限定）
26. 「BUBBLE-outtake8」（配信限定）

### OUTSIDERS
2022年5月25日、SawanoHiroyuki[nZk]の11thシングル『OUTSIDERS』（全6曲）が発売された。

「OUTSIDERS」はTVアニメ『群青のファンファーレ』エンディングテーマとなっている。
1. 「OUTSIDERS」（SawanoHiroyuki[nZk]:河野純喜&與那城奨 (JO1)）
2. 「N0VA (S0VA Remix)」（SawanoHiroyuki[nZk]:naNami）
3. 「Roads to Ride <LCv>」（SawanoHiroyuki[nZk]:Laco）
4. 「OUTSIDERS (Kenmochi Hidefumi Remix)」（SawanoHiroyuki[nZk]:河野純喜&與那城奨 (JO1)）
5. 「OUTSIDERS (instrumental)」
6. 「OUTSIDERS (TV size)」（期間生産限定盤）

### pARTs
2022年6月1日発売のNatumi.のDebut シングル『pARTs』（全4曲）にて、「pARTs」「Activation」及び各インストゥルメンタルの作編曲を担当。
「pARTs」はTVアニメ『境界戦機』第二部エンディングテーマとなっている。

### 群青のファンファーレ
2022年4月より放映されたTVアニメ『群青のファンファーレ』の音楽を担当し、作編曲を手掛けた全22曲が6月8日発売の『「群青のファンファーレ」オリジナル・サウンドトラック』に収録された。
1. 「Fanfare of Adolescence」
2. 「RUSH」（mpi / Benjamin）
3. 「WindWaveS」
4. 「1A1a」
5. 「rideUMA」
6. 「group-BLUE」
7. 「Blue[3-6]」
8. 「c-RUSH」
9. 「K8school」
10. 「Roads to Ride」（馬瀬みさき）
11. 「1o-2oby」
12. 「RE-Fanfan」
13. 「<202204>」
14. 「J0c鍵」
15. 「追うしTHE」
16. 「RUSH <verBand>」（mpi / Benjamin）
17. 「GF-PF1」
18. 「GF-PF2」
19. 「GF-PF3」
20. 「4ゅN」
21. 「JD-FANFARE」
22. 「Walk for Dream」（mpi / Benjamin）

### 進撃の巨人 The Final Season Part 2
2022年1月より放映されたTVアニメ『進撃の巨人 The Final Season Part 2』（4期）の音楽をKOHTA YAMAMOTOと共に担当し、作編曲を手掛けた3曲が、2022年6月22日に配信リリースされた『「進撃の巨人 The Final Season」Original Soundtrack 02』（全15曲）に収録された。
1. 「EL○」
2. 「YouSee-Power」
3. 「ət'æk 0N tάɪtn <TFSv>」（Eliana）

### キングダム 第4シリーズ
2022年4月より放映されたTVアニメ『キングダム 第4シリーズ』の音楽をKOHTA YAMAMOTOと共に担当し、作編曲を手掛けた5曲が7月15日発売の『TVアニメ「キングダム」MUSIC ALBUM』（全58曲）に収録された。
1. 「KINGDOM-乱」
2. 「KINGDOM-戦」
3. 「KINGDOM-城」
4. 「KINGDOM-危」
5. 「KINGDOM-攻」

### ウタの歌 ONE PIECE FILM RED
2022年8月10日発売、『ONE PIECE FILM RED』の主題歌、劇中歌を収録したAdoのアルバム『ウタの歌 ONE PIECE FILM RED』（初回限定盤：全10曲）にて「Tot Musica」の作編曲を担当。

同年8月17日、PIAPRO Ado_Officialより「Tot Musica」のインスト音源が公開された。

### SINGularity Ⅱ -過形成のprotoCOL-
2022年8月10日発売の西川貴教の2ndアルバム『SINGularity Ⅱ -過形成のprotoCOL-』（全13曲）にて「Hyperplasia protoCOL」の作編曲を担当し、2019年10月に発売されたシングルから「Crescent Cutlass」「Claymore」、2021年4月発売のシングルから「Judgement」が収録された。

### Break Free
2022年9月16日、澤野がトータルプロデュースを手掛けるNAQT VANE（ナクトベイン）Debut Digital Single「Break Free」が発売。
同曲は、TVドラマ『消せない「私」ー復讐の連鎖ー』主題歌となっている。
同年9月30日には、「Break Free (English Ver.)」が配信された。
NAQT VANEは、ボーカル：Harukaze、アートワーク：Classic 6、トータルプロデュース：澤野弘之のチームプロジェクト型アーティスト。

### VANE
2022年11月2日、NAQT VANE（ナクトベイン）2nd Digital Single「VANE」が発売。
同曲は、『第37回 東日本女子駅伝』大会応援ソングとなっている。
同年11月16日には、「VANE (English Ver.)」が配信された。

### 最果て
2022年11月23日、SennaRinの1st Single『最果て』が発売、全5曲が収録された。

「最果て」は、TVアニメ『BLEACH 千年血戦篇』エンディングテーマとなっている。
1. 「最果て」
2. 「透明な惑星」
3. 「Missing Piece -WwisH-」
4. 「Till I」
5. 「最果て (Instrumental)」※通常盤、初回限定生産盤
6. 「最果て (TV ver.)」※期間生産限定盤

### TOUCH
2022年12月2日、NAQT VANE（ナクトベイン）3rd Digital Single「TOUCH」が発売。
同曲は、TVドラマ『恋と弾丸』エンディング主題歌、
ABCテレビ ナイトinナイト木曜日『やすとものいたって真剣です』1月度エンディングテーマとなっている。
同年12月16日には、「TOUCH (English Ver.)」が配信された。

## 2023年

### 大雪海のカイナ
2023年1月より放映されたTVアニメ『大雪海のカイナ』の音楽をKOHTA YAMAMOTO、馬瀬みさきと共に担当し、作編曲を手掛けた4曲が1月11日発売の『大雪海のカイナ Original Soundtrack』（全44曲）に収録された。
1. 「KAINA」
2. 「KAINA-big」
3. 「KAINA-snow」
4. 「KAINA-sea」

### V
2023年1月18日、SawanoHiroyuki[nZk]の5thアルバム『V』（全12曲）、『V - instrumental -』（配信限定）が発売された。
新規収録の「FAKEit」は、2023年夏より放送予定のTVアニメ『Fate/strange Fake -Whispers of Dawn-』テーマソング、
「LEMONADE」は、Netflix映画『七つの大罪 怨嗟のエジンバラ 前編』主題歌、

「COLORs」は、『TOHO animation ミュージックフィルムズ』コラボソングとなっている。
1. 「IiIiI」
2. 「FAKEit」（SawanoHiroyuki[nZk]:Laco）
3. 「LEMONADE」（SawanoHiroyuki[nZk]:XAI）
4. 「B∀LK」（SawanoHiroyuki[nZk]:suis (from ヨルシカ)）
5. 「7th String」（SawanoHiroyuki[nZk]:ReN）
6. 「OUTSIDERS」（SawanoHiroyuki[nZk]:河野純喜&與那城奨 (JO1)）
7. 「Hands Up to the Sky」（SawanoHiroyuki[nZk]:Laco）
8. 「LilaS」（SawanoHiroyuki[nZk]:Honoka Takahashi）
9. 「Avid」（SawanoHiroyuki[nZk]:mizuki）
10. 「COLORs」（SawanoHiroyuki[nZk]:Hata Motohiro）
11. 「地球という名の都」（SawanoHiroyuki[nZk]:ASKA）
12. 「V」

1. 「IiIiI (instrumental)」
2. 「FAKEit (instrumental)」
3. 「LEMONADE (instrumental)」
4. 「B∀LK (instrumental)」
5. 「7th String (instrumental)」
6. 「OUTSIDERS (instrumental)」
7. 「COLORs (instrumental)」
8. 「Hands Up to the Sky (instrumental)」
9. 「LilaS (instrumental)」
10. 「Avid (instrumental)」
11. 「地球という名の都 (instrumental)」
12. 「V」

### CHRONIC
2023年2月3日、NAQT VANE（ナクトベイン）4th Digital Single「CHRONIC」が発売。
同曲は、TVドラマ『わたしの夫は―あの娘の恋人―』オープニングテーマとなっている。
同年2月24日には、「CHRONIC (English Ver.)」が配信された。

### 11:11
2023年2月15日発売のAnonymouz 1st Album『11:11』（全18曲）にて「Silhouette」の作編曲を担当。

### HUMAN
2023年3月8日発売のReoNa 2nd ALBUM『HUMAN』（全12曲）にて「SACRA」の作編曲を担当。

### NAQT
2023年3月22日、NAQT VANE（ナクトベイン）1st Digital EP『NAQT』が発売。新録は、「Odd One Out」「Reminiscing」。「CHRONIC」「TOUCH」「VANE」「Break Free」が再録された。
「Odd One Out」は、TVドラマ『Dr.チョコレート』の挿入歌となっている。

### With ensemble
2023年4月12日、YouTubeにて公開されていたSennaRinの「最果て - With ensemble」「melt - With ensemble」のダウンロード・ストリーミング配信が開始された。

### Fate/strange Fake -Whispers of Dawn-
2023年7月3日、7月2日に放送された『Fate/strange Fake -Whispers of Dawn-』の音楽を担当し、作編曲を手掛けた一部楽曲が『Fate/strange Fake -Whispers of Dawn- Original Soundtrack EP』として配信された。
1. 「STRANGEFAKE」
2. 「gilGAMEsh」
3. 「THE COIL」（Benjamin / mpi）
4. 「BITE DOWN」（Benjamin）

### Beautiful Mess
2023年8月4日、NAQT VANE（ナクトベイン）5th Digital Single「Beautiful Mess」が発売。
同曲は、ASICS「ススメ、自分。-すべての人にエールを-篇」テーマソングとなっている。
同年8月25日には、「Beautiful Mess (English Ver.)」が配信された。

### odd:I
2023年8月8日、シングル SawanoHiroyuki[nZk]:Akihito Okano (ポルノグラフィティ）『odd:I』が配信リリースされた。
同曲は、Netflix映画『七つの大罪 怨嗟のエジンバラ 後編』主題歌となっている。

### NIGHTINGALE
2023年10月27日、NAQT VANE（ナクトベイン）6th Digital Single「NIGHTINGALE」「NIGHTINGALE -Introduction-」が発売。
同曲は、映画「唄う六人の女」主題歌となっている。
同年11月24日には、「NIGHTINGALE (English Ver.)」が配信された。

### 進撃の巨人 The Final Season 完結編
TVアニメ『進撃の巨人 The Final Season 完結編 前編 後編』の音楽をKOHTA YAMAMOTOと共に担当。
KOHTA YAMAMOTOと共同作曲の「ət'aek till we are Ashes」が、2023年11月8日に配信リリースされた『「進撃の巨人 The Final Season」Original Soundtrack 03』（全5曲）に収録された。

### S9aiR
2023年11月29日、SennaRinの2nd Single『S9aiR』が発売、全5曲が収録された。

「S9aiR」は、TVアニメ『僕らの雨いろプロトコル』オープニングテーマとなっている。
1. 「S9aiR」
2. 「mist」
3. 「yet.」
4. 「Ray」
5. 「S9aiR (Instrumental)」※通常盤
6. 「S9aiR (TV ver.)」※期間生産限定盤

## 2024年

### Dispersion
2024年1月10日、NAQT VANE（ナクトベイン）1st Full Album『Dispersion』（豪華版：2CD 全30曲、BD付｜通常盤：全16曲）が発売された。

新録「Rust」は、TVドラマ『消せない「私」ー復讐の連鎖ー』挿入歌となっている。
1. 「Dispersion」
2. 「NOWVERSE」
3. 「Loopers」
4. 「Vanilla Days」
5. 「Odd One Out」
6. 「NIGHTINGALE」
7. 「puzzle」
8. 「Break Free」
9. 「CHRONIC」
10. 「Ditty」
11. 「TOUCH」
12. 「VANE」
13. 「Reminiscing」
14. 「Rust」
15. 「Beautiful Mess」
16. 「Unveil」

1. 「NOWVERSE -Instrumental-」
2. 「Loopers -Instrumental-」
3. 「Vanilla Days -Instrumental-」
4. 「Odd One Out -Instrumental-」
5. 「NIGHTINGALE -Instrumental-」
6. 「puzzle -Instrumental-」
7. 「Break Free -Instrumental-」
8. 「CHRONIC -Instrumental-」
9. 「Ditty -Instrumental-」
10. 「TOUCH -Instrumental-」
11. 「VANE -Instrumental-」
12. 「Reminiscing -Instrumental-」
13. 「Rust -Instrumental-」
14. 「Beautiful Mess -Instrumental-」

### pray
2024年1月13日配信リリースのりぶ「pray」の作編曲・プロデュースを担当。
同曲は、ドラマ『院内警察』の主題歌となっている。

### NOD
2024年1月20日、SennaRin「NOD」が配信リリース。
同曲は、ドラマ『院内警察』のオープニングテーマとなっている。
同年3月6日には、馬瀬みさきによるオリジナル・サウンドトラックに、「NOD -piano ver.-」が収録された（演奏は担当せず）。

### 七つの大罪 黙示録の四騎士
2023年10月より放映されたTVアニメ『七つの大罪 黙示録の四騎士』のメインテーマをKOHTA YAMAMOTOと共に担当。
作編曲を手掛けた2曲「The Seven Deadly Sins: Four Knights of the Apocalypse-MAIN THEME」「TSDSFKOTA」が1月24日発売の『「七つの大罪 黙示録の四騎士」オリジナル・サウンドトラック』（CD：全53曲、配信：全59曲）に収録された。

### LEveL
2024年1月24日、SawanoHiroyuki[nZk]の12thシングル『LEveL』（全5曲）が発売された。
「LEveL」は、TVアニメ『俺だけレベルアップな件』オープニングテーマとなっている。

「LEveL – English ver. – (TV size)」は、海外配信版OP。
1. 「LEveL」（SawanoHiroyuki[nZk]:TOMORROW X TOGETHER）
2. 「DARK ARIA <LV2>」（SawanoHiroyuki[nZk]:XAI）
3. 「LEveL (TV size)」（SawanoHiroyuki[nZk]:TOMORROW X TOGETHER）
4. 「LEveL – English ver. – (TV size)」（SawanoHiroyuki[nZk]:TOMORROW X TOGETHER）
5. 「LEveL (instrumental)」

### Crunchyroll Anime Awards 2024
2024年3月15日、KOHTA YAMAMOTOと共作した、クランチロール・アニメアワード2024のオフィシャルテーマ「Crunchyroll Anime Awards Theme」が配信リリースされた。
同楽曲は、同年3月2日に開催された授賞式にて、澤野とKOHTA YAMAMOTOによりパフォーマンスされた。

### Reaper
2024年3月23日、SennaRin「Reaper」が配信リリース。
同曲は、TVアニメ『BLEACH 千年血戦篇-訣別譚-』特別タイアップソングとなっている。

### 俺だけレベルアップな件
2024年1月より放映されたTVアニメ『俺だけレベルアップな件』の音楽を担当し、作編曲を手掛けた全19曲が3月27日発売の『「俺だけレベルアップな件」Original Soundtrack』に収録された。
1. 「DARK ARIA」（XAI）
2. 「[Solo-Leveling]SymphonicSuite-Lv.1」
3. 「[Solo-Leveling]SymphonicSuite-Lv.2」
4. 「[Solo-Leveling]SymphonicSuite-Lv.3」
5. 「[Solo-Leveling]SymphonicSuite-Lv.4」
6. 「[Solo-Leveling]SymphonicSuite-Lv.5」
7. 「[Solo-Leveling]SymphonicSuite-Lv.6」
8. 「[Solo-Leveling]SymphonicSuite-Lv.7」
9. 「[Solo-Leveling]SymphonicSuite-Lv.8」（Hannah Grace）
10. 「[Solo-Leveling]SymphonicSuite-Lv.9」
11. 「[Solo-Leveling]SymphonicSuite-Lv.10」
12. 「DunGeoN」
13. 「KSK→GATE」
14. 「Hunter→Monster」
15. 「Am→Km」（XAI）
16. 「everydayLV.0」
17. 「aikari」
18. 「onlyORE」
19. 「4eVR」（Benjamin / mpi / Laco）

### 龍族 -The Blazing Dawn-
2024年4月より放映されたTVアニメ『龍族 -The Blazing Dawn-』の音楽・オープニングテーマを担当し、作編曲を手掛けた全3曲が3月27日発売の『龍族 -The Blazing Dawn- Original Soundtrack Vol.1』（全13曲）に収録された。

なお、楽曲は、中国配信アニメ「龙族」が放送された際に2022年8月19日に中国でリリースされている。日本語吹き替え版「龍族」の放送に合わせ、日本でも配信が開始された。
1. 「IVORY TOWER」（SennaRin）
2. 「RYUZOKUit」
3. 「IVORY TOWER - Orchestra Ver. -」

### ADRENA
2024年5月15日、SennaRinの1st Album『ADRENA』が発売、全15曲が収録された。
1. 「ADRENA」
2. 「mЁЯR0r」
3. 「NOD」
4. 「TO THE END」
5. 「bONes」
6. 「vous (feat. suis from ヨルシカ)」
7. 「Endorphin」
8. 「Reaper」
9. 「最果て」
10. 「mist」
11. 「S9aiR」
12. 「Limit-tension」
13. 「theFLOWER」
14. 「melt-o」
15. 「AND/ARE」

### TM NETWORK TRIBUTE ALBUM -40th CELEBRATION-
2024年5月15日、『TM NETWORK TRIBUTE ALBUM -40th CELEBRATION-』（全22曲）が発売。
澤野弘之 feat. SennaRinとして「BEYOND THE TIME（メビウスの宇宙を越えて）」をカバーした。

### TuNGSTeN
2022年11月4日よりサービスが開始されたスマートフォン向けゲーム『勝利の女神:NIKKE』のグローバル主題歌「TuNGSTeN」（ボーカル: mizuki）の作編曲を担当。2024年6月5日に配信リリースされた。

### 「進撃の巨人 The Final Season」Original Sound Track Complete Album
KOHTA YAMAMOTOと音楽を担当した『進撃の巨人 The Final Season』のサウンドトラックCDが2024年7月17日に発売。
『「進撃の巨人 The Final Season」Original Soundtrack 01〜03』で手掛けた7曲が『「進撃の巨人 The Final Season」Original Sound Track Complete Album』（全43曲）に収録された。

### NOWVERSE - NV
2024年8月30日、NAQT VANE「NOWVERSE - NV」が配信リリース。
2024年1月10日に発売された『Dispersion』に収録されている「NOWVERSE」に、新ボーカリストのYunoaが参加したバージョンとなっている。

### FALLOUT
2024年9月6日、NAQT VANE（ナクトベイン）7th Digital Single「FALLOUT」が発売。
同曲は、2024年9月20日に公開された映画『あの人が消えた』主題歌となっている。
同年11月29日には、「FALLOUT (English Ver.)」が配信された。

### bLACKbLUE
2024年10月2日、SawanoHiroyuki[nZk]の10周年を記念したベストアルバム『bLACKbLUE』が発売され、過去楽曲再録も含む38曲が収録された。
新規収録の「Twin Fates」は、トレーディングカードゲーム『マジック：ザ・ギャザリング』「エルドレインの森」アニメトレーラームービーの楽曲として、2023年9月6日に公開された。
DISC1
1. 「地球という名の都」（SawanoHiroyuki[nZk]:ASKA）
2. 「EVERCHiLD」（SawanoHiroyuki[nZk]:Akihito Okano (ポルノグラフィティ)）
3. 「Chaos Drifters」（SawanoHiroyuki[nZk]:Jean-Ken Johnny）
4. 「B∀LK」（SawanoHiroyuki[nZk]:suis (from ヨルシカ)）
5. 「FAVE」（SawanoHiroyuki[nZk]:AiNA THE END）
6. 「s-AVE」（SawanoHiroyuki[nZk]:Aimer）
7. 「NOISEofRAIN」（SawanoHiroyuki[nZk]:Takanori Nishikawa）
8. 「COLORs」（SawanoHiroyuki[nZk]:Hata Motohiro）
9. 「膏」（SawanoHiroyuki[nZk]:okazakitaiiku）
10. 「7th String」（SawanoHiroyuki[nZk]:ReN）
11. 「Till I」（SawanoHiroyuki[nZk]:優里）
12. 「never gonna change」（SawanoHiroyuki[nZk]:スキマスイッチ）
13. 「LilaS」（SawanoHiroyuki[nZk]:Honoka Takahashi）
14. 「time」（SawanoHiroyuki[nZk]:ReoNa）
15. 「OUTSIDERS」（SawanoHiroyuki[nZk]:河野純喜&與那城奨 (JO1)）
16. 「Trollz」（SawanoHiroyuki[nZk]:Laco）
17. 「Avid」（SawanoHiroyuki[nZk]:mizuki）
18. 「LEveL」（SawanoHiroyuki[nZk]:TOMORROW X TOGETHER）
19. 「Twin Fates」（澤野弘之×Awich）※新規収録

DISC2
1. 「aLIEz」（SawanoHiroyuki[nZk]:mizuki）
2. 「Into the Sky」（SawanoHiroyuki[nZk]:Tielle）
3. 「DARK ARIA <LV2>」（SawanoHiroyuki[nZk]:XAI）
4. 「Pretenders -eO1-」（SawanoHiroyuki[nZk]:mica）
5. 「Club Ki3ε」（SawanoHiroyuki[nZk]:Gemie）
6. 「FLAW(LESS)」（SawanoHiroyuki[nZk]:Yosh）
7. 「i-mage」（SawanoHiroyuki[nZk]:Aimer）
8. 「ёmot1on」（SawanoHiroyuki[nZk]:Eliana）
9. 「NEXUS <PODv>」（SawanoHiroyuki[nZk]:Laco）
10. 「Keep on keeping on」（SawanoHiroyuki[nZk]:mizuki）
11. 「Next 2 U -eUC-」（SawanoHiroyuki[nZk]:naNami）
12. 「LEMONADE」（SawanoHiroyuki[nZk]:XAI）
13. 「Summer Tears」（SawanoHiroyuki[nZk]:mica）
14. 「VV-ALK」（SawanoHiroyuki[nZk]:Tielle）
15. 「CRY」（SawanoHiroyuki[nZk]:mizuki）
16. 「N0VA」（SawanoHiroyuki[nZk]:naNami）
17. 「odd:I」（SawanoHiroyuki[nZk]:Akihito Okano (ポルノグラフィティ)）
18. 「Christmas Scene」（SawanoHiroyuki[nZk]:mizuki & Tielle）
19. 「B-Cuz」（SawanoHiroyuki[nZk]:SennaRin）※新規収録

### Beautiful Mess - NV
2024年10月4日、NAQT VANE「Beautiful Mess - NV」が配信リリース。

### VORTEX
2024年10月4日配信リリースのセツコ(空白ごっこ)『VORTEX』にて、「VORTEX」「karma」「VORTEX-MODv-」の作編曲・プロデュースを担当。
「VORTEX」は、アニメ『メカウデ』のオープニングテーマ、「karma」は、エンディングテーマとなっている。

### レゾナンス：無限号列車
2024年10月よりリリースされたスマートフォン向けゲーム『レゾナンス：無限号列車』の主題歌・音楽を担当し、作編曲を手掛けた全5曲が10月18日発売の『「レゾナンス：無限号列車」Original Soundtrack Vol.1「RESONANCE PHASE 0」』（全17曲）に収録された。

なお、楽曲は、2024年3月1日に中国でリリースされている。日本版のゲームのリリースに合わせ、日本でも配信が開始された。
1. 「Hz」（mizuki）
2. 「Hz -ORCH-」
3. 「Hpf」
4. 「Hz -STR-」
5. 「Hz <Instrumental>」

### Break Free - NV
2024年11月1日、NAQT VANE「Break Free - NV」が配信リリース。

### ROSIN
2024年11月26日配信リリースのcono「ROSIN」の作編曲・プロデュースを担当。
楽曲は、ゲーム『エンバーストーリア』ファイナルトレーラーのタイアップソングとなっている。

### 天叢雲剣-SKYBREAKER-
2024年12月14日配信リリースの西川貴教「天叢雲剣-SKYBREAKER-」の作編曲を担当。
楽曲は、布袋劇『Thunderbolt Fantasy 東離劍遊紀4』のオープニングテーマとなっている。

### メカウデ
2024年10月より放映されたTVアニメ『メカウデ』の音楽をKOHTA YAMAMOTO、DAIKI(AWSM.)と共に担当し、作編曲を手掛けた9曲が12月18日発売の『「メカウデ」オリジナル・サウンドトラック』（全43曲）に収録された。

「arma」は、第12話（最終話）のスペシャルエンディングテーマとなっている。
1. 「EYESorARMS」
2. 「MECHANICALARMS」
3. 「Xkaude」
4. 「meccha-ude」
5. 「EYESorARMS -pf」
6. 「MUPF1」
7. 「MUPF2」
8. 「arma」（XAI）
9. 「ALMA & HIKARU」（編曲：澤野弘之、KOHTA YAMAMOTO）

### SawanoHiroyuki[nZk] 10th Anniversary Studio Live
2024年12月25日、同年10月2日にYouTubeにてプレミア公開された「SawanoHiroyuki[nZk] 10th Anniversary Studio Live」の音源が、配信リリースされた。

### 七つの大罪 黙示録の四騎士 第2期
2024年10月より放映されたTVアニメ『七つの大罪 黙示録の四騎士 第2期』のメインテーマをKOHTA YAMAMOTOと共に担当。
作編曲を手掛けた1曲「TSDSFKOTA2」が12月25日に配信リリースの『「七つの大罪 黙示録の四騎士」オリジナル・サウンドトラックⅡ』（全33曲）に収録された。

## 2025年

### Thunderbolt Fantasy 東離劍遊紀 4
2024年10月より放映された布袋劇『Thunderbolt Fantasy 東離劍遊紀 4』の音楽をKOHTA YAMAMOTO、和田貴史と共に担当。
「魔神刑亥」（「Kguy」をKOHTA YAMAMOTOが追加作曲・編曲）が1月29日発売のBlu-ray＆DVD第1巻完全生産限定版特典として、Original Soundtrack（全13曲）に収録された。